# Географія Ісландії
Ісландія — північноєвропейська острівна держава у Північній Атлантиці на половині шляху між Північною Америкою та Європою. Загальна площа країни — 103 000 км² (108-ме місце у світі), з яких на суходіл припадає 100 250 км², а на поверхню внутрішніх вод — 2 750 км². Ісландія — другий за площею острів Європи після Великої Британії. Площа країни приблизно втричі більша за площу Одеської області України. 

## Назва
Офіційна назва — Республіка Ісландія, Ісландія (ісл. Lydveldid Island, Island). Назва країни походить від назви однойменного острова й перекладається з ісландської як «Крижана земля», через велику кількість морської криги у фіордах. Так його назвав норман Флокі Вільгердарсон (норв. Flóki Vilgerðarson), який у IX столітті (після 870 року) побував і перезимував на острові. Спочатку острів мав назву Гардарсхольм, тобто «острів Гардара», за ім'ям другого (після Наддодда) мореплавця, що обстежив його, Гардара Свавансона (швед. Garðar Svavarsson). Найдавніша відома назва Ісландії — Ейленда (ісл. Eylenda), тобто просто «острів». Назва Вестманнових островів, що розташовані поблизу південного узбережжя країни, вказує на заселення в давнину острова ірландцями, яких нормани звали «вестманами» (західними людьми). Деякі дослідники зіставляють древню країну Туле, до якої плавав Піфей, з Ісландією.

## Географічне положення
Ісландія не має сухопутного державного кордону; на сході омивається водами Норвезького моря, на південному заході — моря Ірмінгера, на півдні — безпосередньо водами Північної Атлантики; на півночі — Гренландського моря Північного Льодовитого океану, на заході Ісландія відокремлюється від острова Гренландія Данською протокою. Загальна довжина морського узбережжя — 4970 км. Територія острова досить компактна: найбільша протяжність із півночі на південь становить 310 км, зі сходу на захід — 500 км.

Карта Ісландії від ООН (англ.)Карта Ісландії від ООН (англ.)
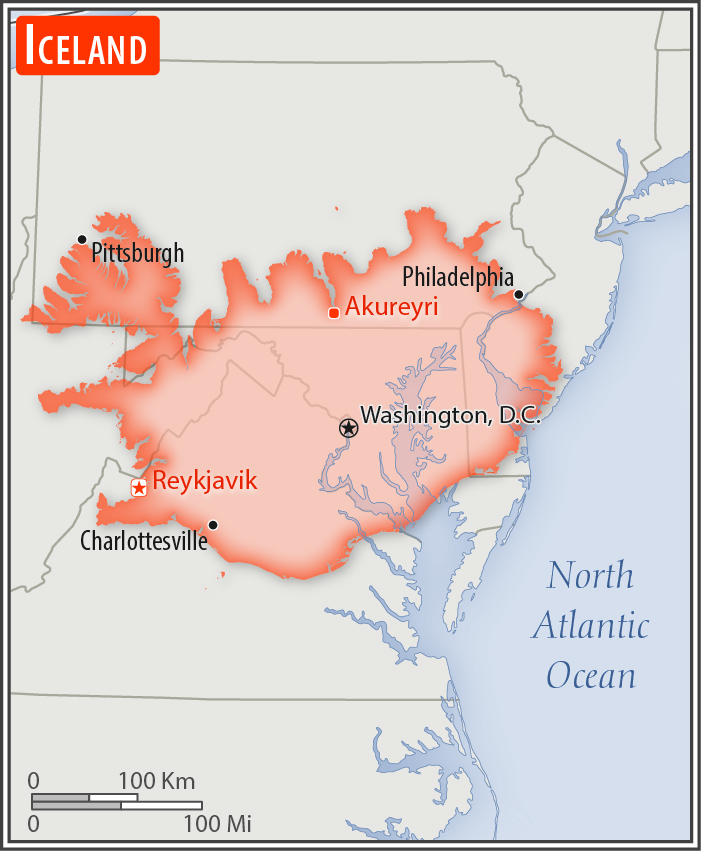
Порівняння розмірів території та США
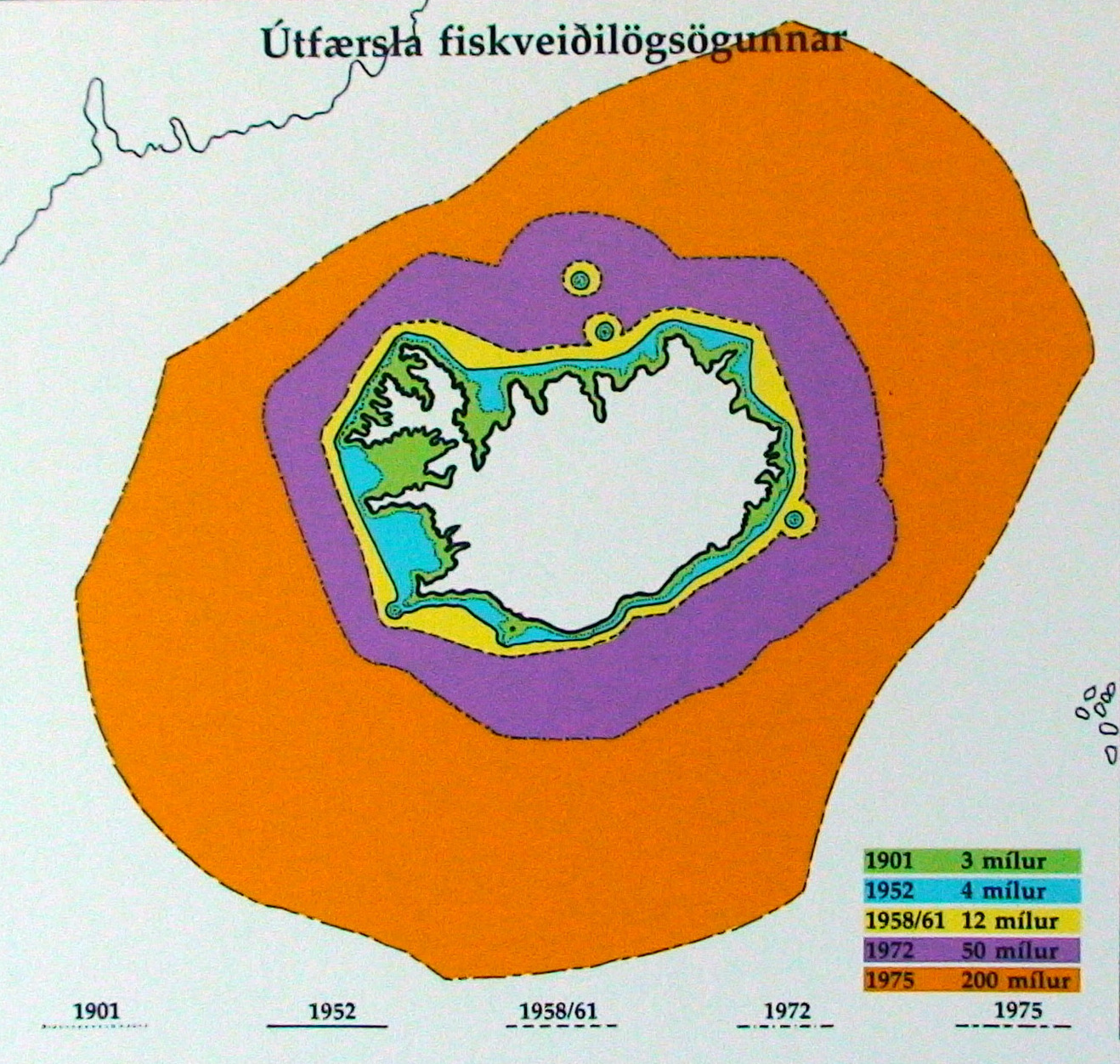
Історія розширення виключної рибальської зони

Згідно з Конвенцією Організації Об'єднаних Націй з морського права (UNCLOS) 1982 року, протяжність територіальних вод країни встановлено в 12 морських миль (22,2 км). Виключна економічна зона встановлена на відстань 200 морських миль (370,4 км) від узбережжя. Континентальний шельф — 200 морських миль (370,4 км) від узбережжя, або до континентальної брівки (стаття 76).
Ісландія належить до Європейського континенту, але територіально вона ближча до Гренландії (за 287 км через Данську протоку), острова Північної Америки. Фарерські острови, найближчий суходіл Європи, лежать за 420 км, відстань до континентальної частини становить 970 км (до Норвегії), відстань до континенту Північна Америка становить 1750 км (Лабрадор). За 600 км на північний схід лежить норвезький острів Ян-Маєн. Через острів Ісландія проходить багато найкоротших повітряних шляхів сполучення між Європою та Америкою. Наприклад, найкоротший шлях між Києвом та Нью-Йорком.

### Час
Час в Ісландії: UTC0 (–2 години різниці часу з Києвом).

## Геологія
Острів Ісландія — цінний наочний навчальний посібник із геології. Ісландія геологічно молода країна, що утворилася внаслідок вулканічних вивержень за останні 60 млн років. Острів розташований над плюмом Ісландської гарячої точки Серединно-Атлантичного хребта. Геологічно він є частиною двох континентальних плит що розходяться: Північноамериканської та Євразійської. Острів складається з базальту, низькокремнеземної лави, пов'язаної з лавовими виверженнями, як і на Гаваях. Східні й західні найдревніші райони острова займають плато й низькі гори складені третинними базальтами. Центральна частина острова, завширшки 100—150 км — це продовження рифту Серединно-Атлантичного хребта (хребет Рейк'янес), зона молодого четвертинного вулканізму. Вона складена палагонітовими туфами і брекчіями, що утворилися в результаті підводних вулканічних вивержень.

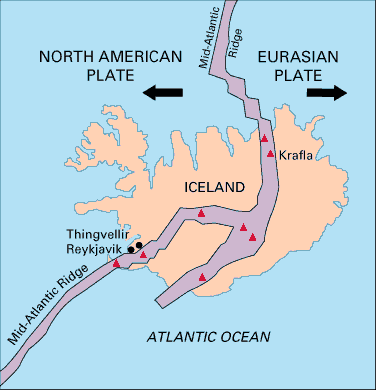
Тектонічна схема Ісландії
Геологічна карта Ісландії, 1901 рік
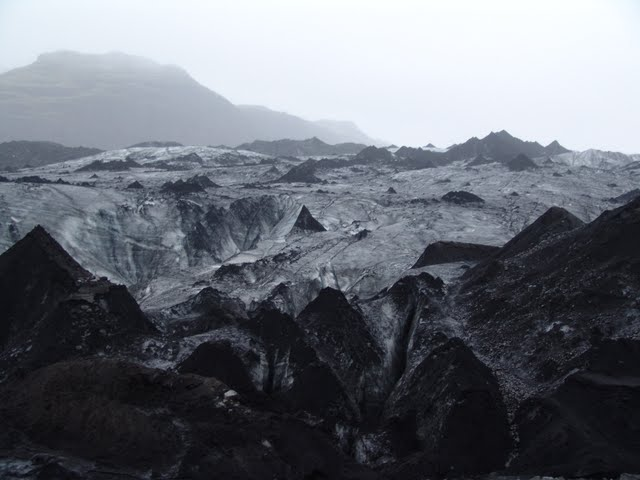
Сірчане геотермальне озеро
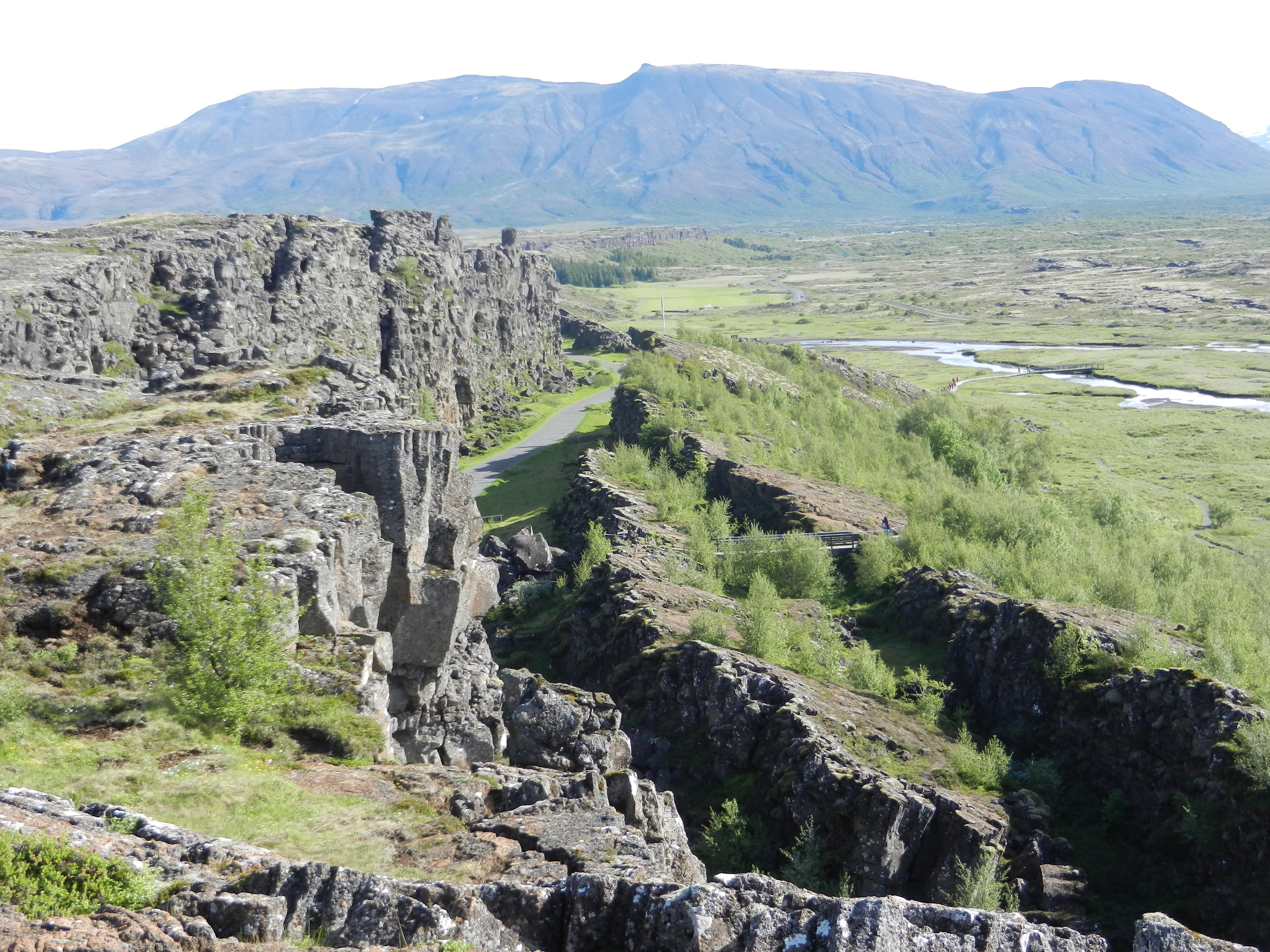
Серединноокеанічний розлом на поверхні суходолу у Тінгветлірі
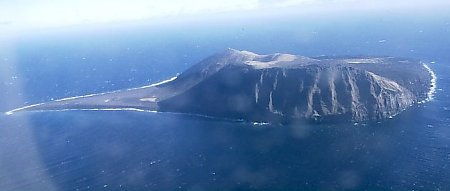
Вулканічний острів Сюртсей, 1999 рік

Між Ісландією та Фарерськими островами лежить Фарерсько-Ісландський поріг, яким Північний Льодовитий океан відмежовується від Атлантичного. На північний схід простягається глибоководна Норвезька улоговина (найбільша глибина 3970 м), а на південь — Західноєвропейська улоговина (найбільша глибина 5023 м).

### Корисні копалини
Надра Ісландії багаті на ряд корисних копалин: діатоміт. На острові також відкриті незначні поклади сірки, ісландського шпату, торфу, пісковиків, глини, цеолітів, халцедону.

### Сейсмічність
Ісландія розташована над Серединно-Атлантичним хребтом і є гарячою сейсмічною та вулканічною точкою, оскільки дві плити рухаються у протилежних напрямках. Більшість сейсмічних вогнищ характеризуються нечастими 4-5 бальними землетрусами.

### Вулканізм
Ісландія є геологічно високоактивною зоною з великою кількістю вулканів (близько 200), багато з них продукують ріоліт та андезит. Вулканічні виверження на території Ісландії трапляються приблизно один раз на 5 років. Близько 30 вулканів вивергали лаву і попіл впродовж останніх 1000 років. А за останні 12 тис. років активність проявили 150. На острові представлені майже всі типи вулканів, що зустрічаються на Землі. Одні вулкани мають конусоподібну форму (Гваннадальсхнукюр, Снайфедль), інші — типові щитові вулкани (Ск'яульдбрейд), треті належать до тріщинуватого типу (25-кілометровий ланцюг із більш ніж 100 кратерів вулкана Лакі). Найбільш характерними є ланцюжки кратерів, що виникли в результаті вивержень вздовж тріщин і розломів. Третина лави на планеті за останні 500 років вилилась саме в Ісландії.
Виверження вулкана Лакі у 1783–1784 роках спричинило голод, через який загинуло близько чверті населення острова; виверження спричинило хмари пилу та імли, що поширилася на більшу частину Європи, частини Азії та Африки впродовж кількох місяців після виверження. Потоки лави залили 565 км² території острова. Це виверження вважається найбільшим виверженням лави в історії людства.

Вулканічна система Ісландії
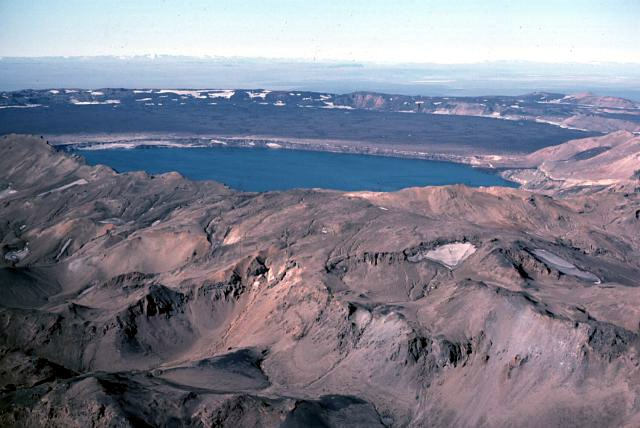
Кальдера вулкана Аск'я
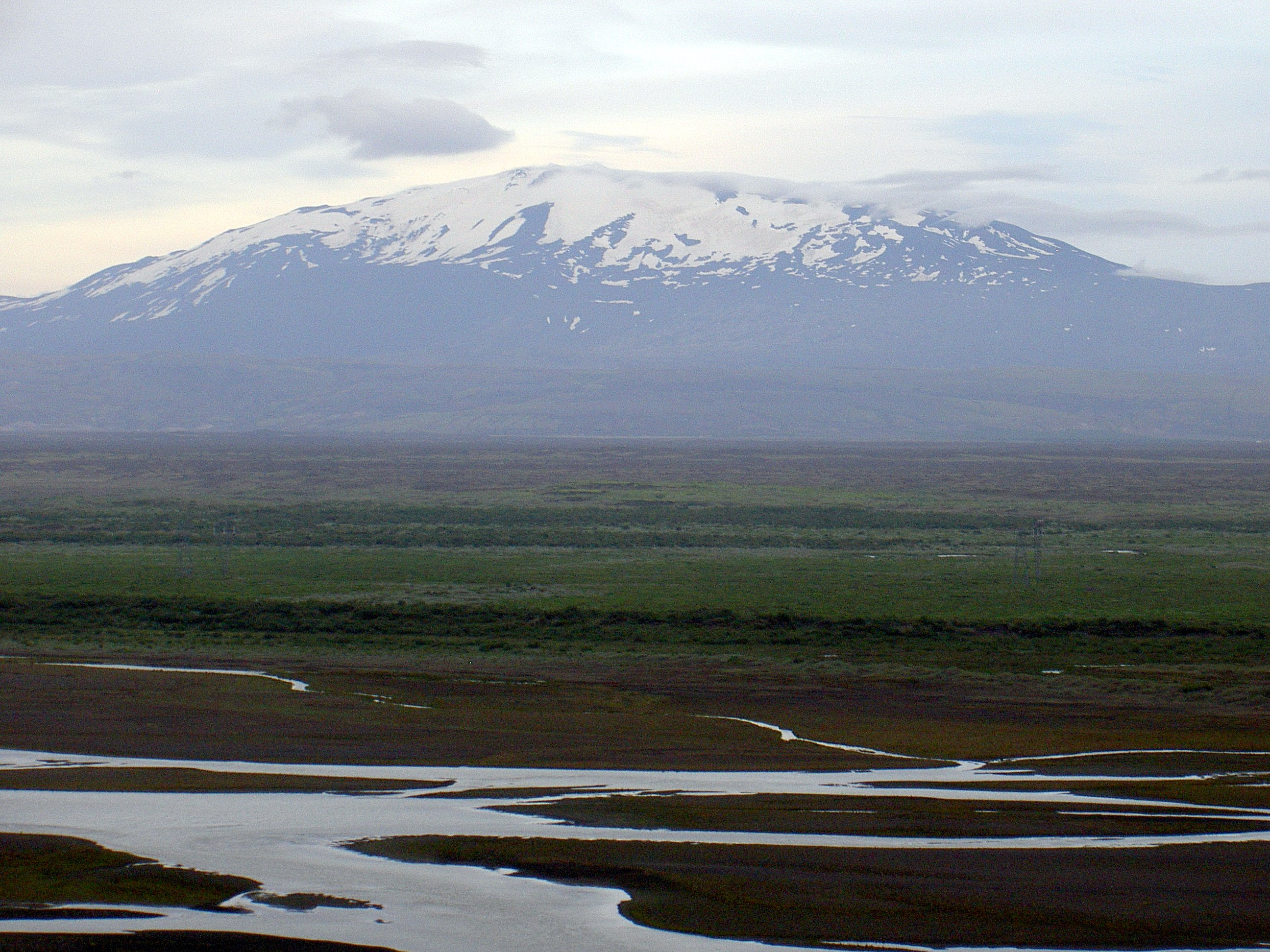
Вулкан Гекла
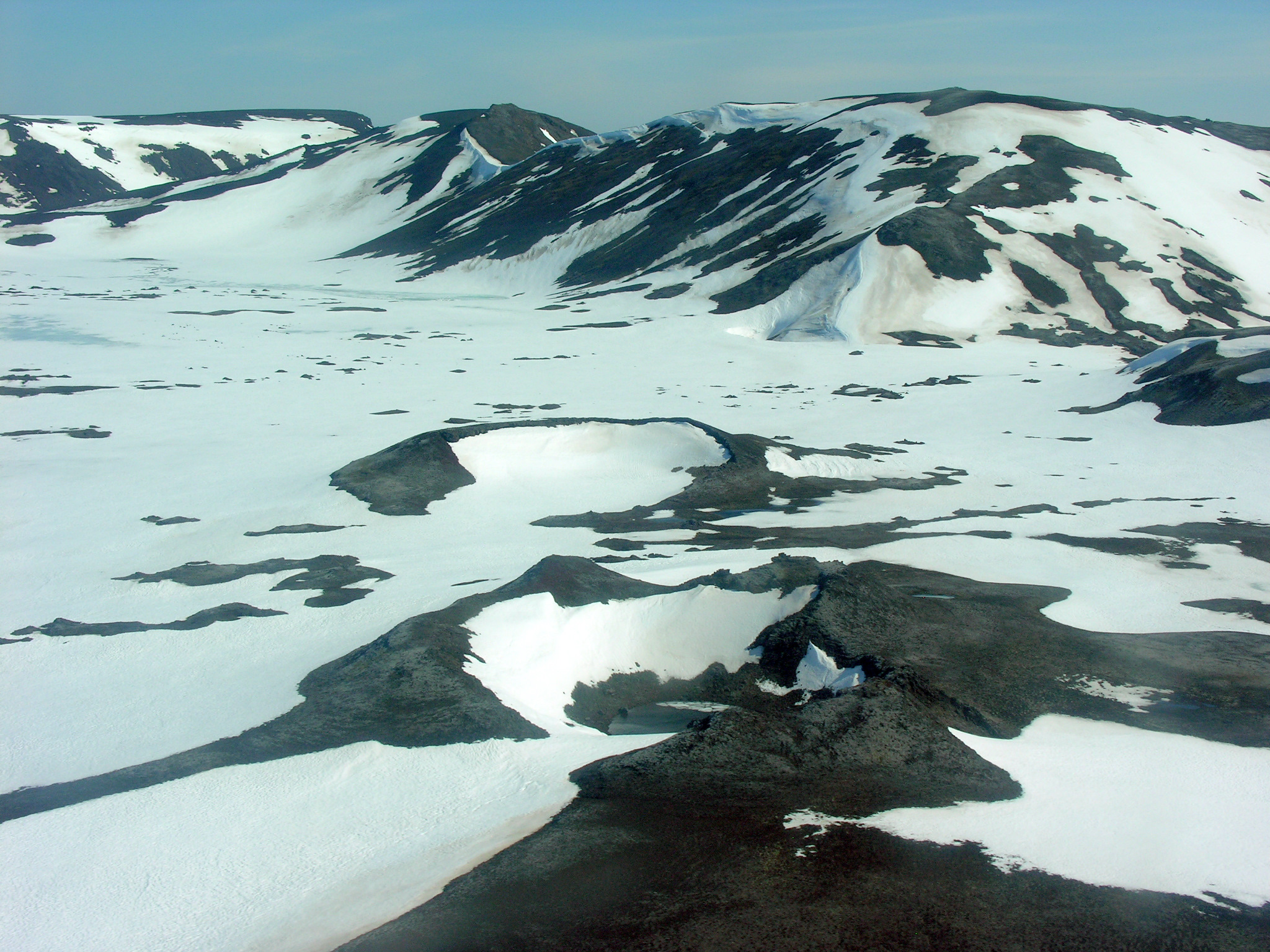
Північний краєвид вулкана Крапла
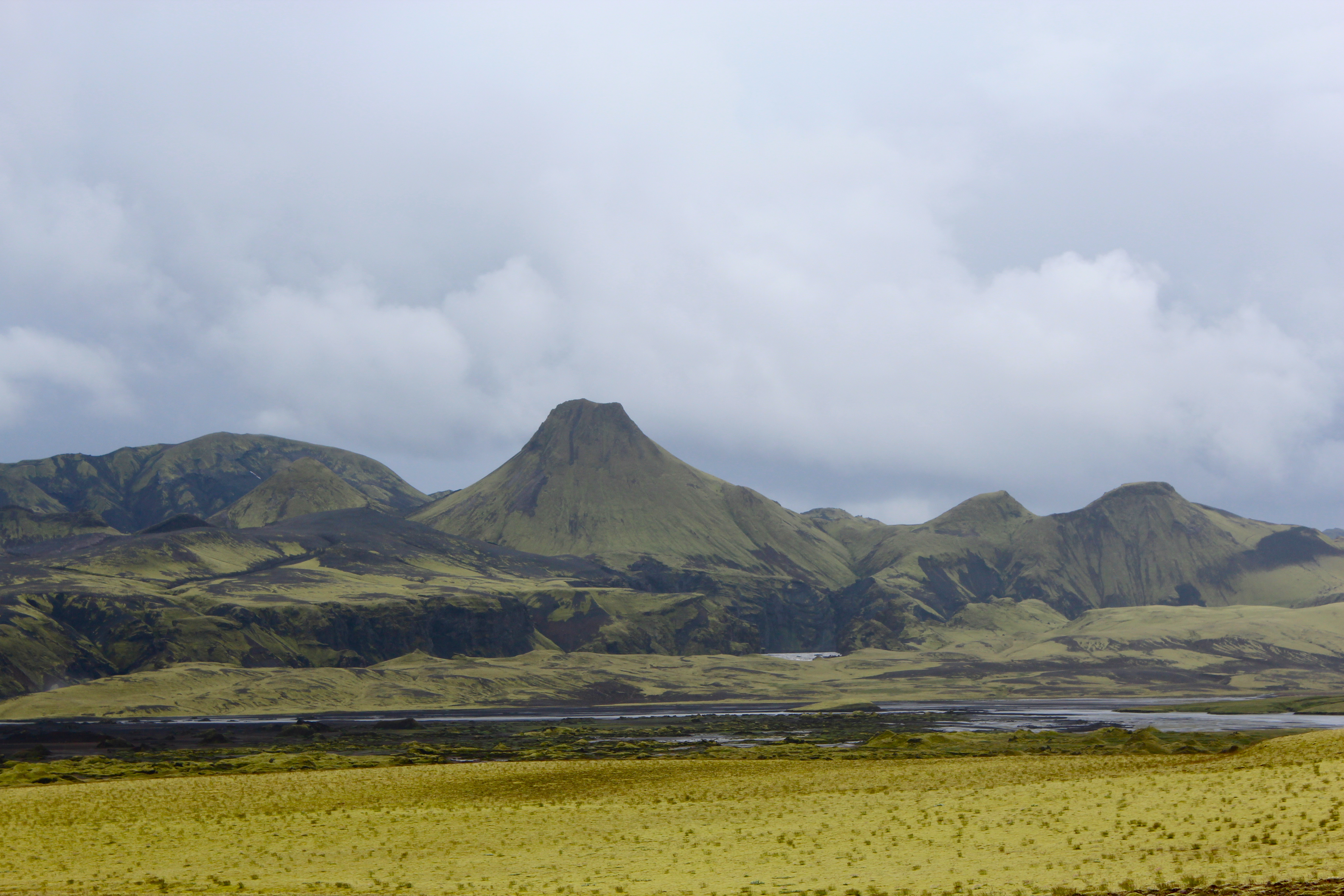
Один з вулканічних конусів вулкана Лакі
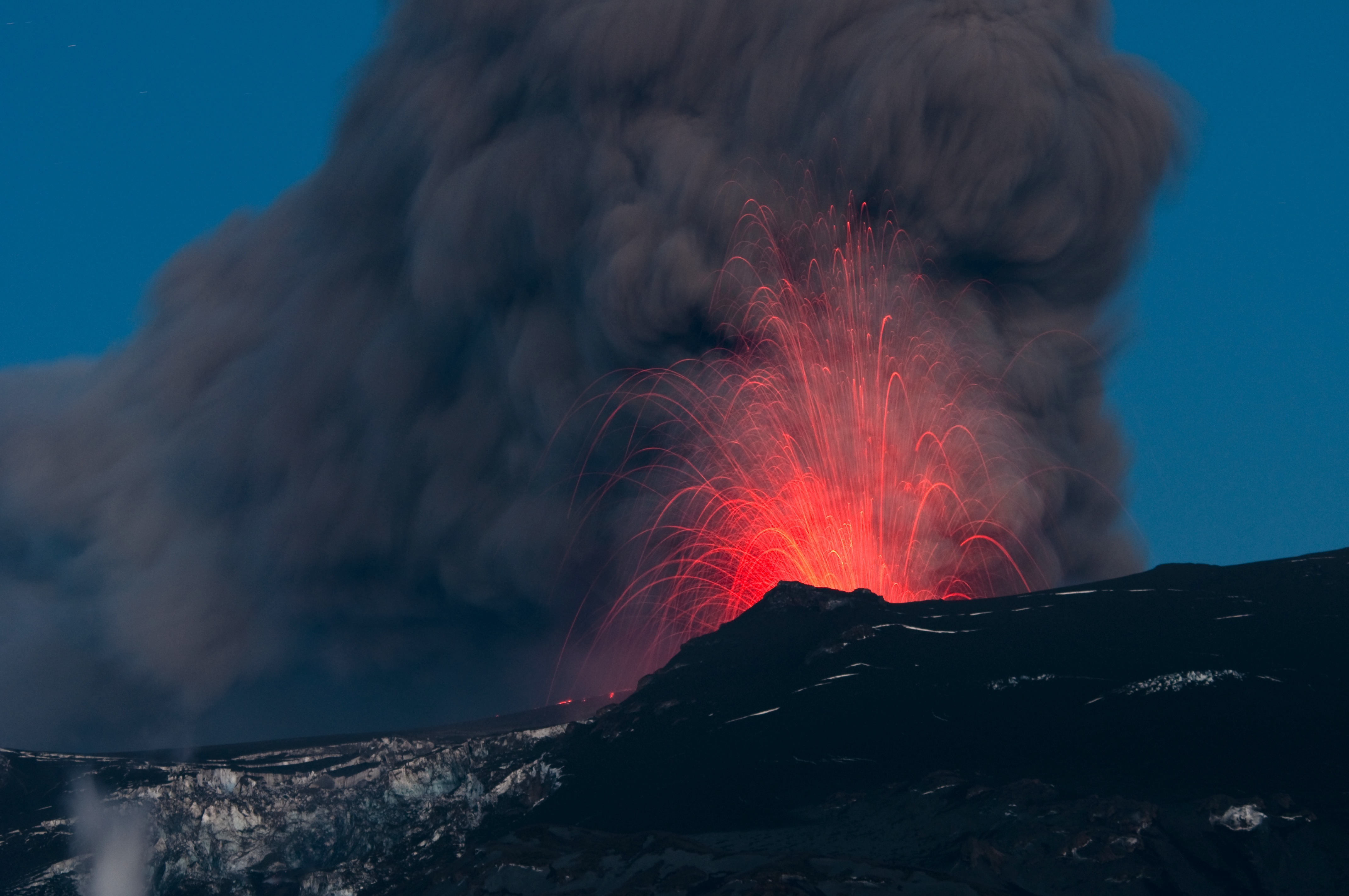
Виверження вулкана Ейяф'ятлайокютль 2010 року

Найвідоміший ісландський вулкан Гекла розташований за 110 км від Рейк'явіка. Його виверження в 1947–1948 роках продовжувалось більше року, лава залила площу в 230 км². Хмара попелу та пари в перші 20 хвилин виверження сягнула 30 км висоти. Через те, що вершина вулкана вкрита льодовиком, виверження супроводжувалось великим паводком на річках та сходженням селів («йокульхлаупів»). У 1970 році відбулося повторне виверження вулкана.
Суртсей, один із наймолодших островів у світі. Названий на честь мітологічного персонажа Сурта. Підковоподібний острів висотою 145 м виник над поверхнею океану поблизу південного узбережжя внаслідок серії вулканічних вивержень між 8 листопада 1963 та 5 червня 1968 року. Задля збереження та унікальної можливості дослідження заселення острова біотою, його мають право відвідувати лише науковці.
1973 року внаслідок сильного виверження вулкан на острові Хеймаей було зруйноване поселення Вестманнаеяр. Пізніше відновлене.
21 березня 2010 року почалося перше від 1821 року виверження вулкана Ейяф'ятлайокютль, що змусило 600 людей покинути свої домівки. Через наступні виверження 14 квітня сотні людей було евакуйовано. Хмара вулканічного попелу накрила значну частину Європи, через що на якийсь час було обмежено або зупинено авіасполучення в усіх країнах континенту (за винятком Португалії та Греції).
Наприкінці березня 2024 року, на ісландському півострові Рейк'янесі продовжувалося виверження вулкану, площа якого постійно збільшується. За повідомленням видання Newsweek, два активні кратери вулкана вивергалися вже кілька разів за останні декілька місяців. Серія вивержень почалася ще 18 грудня 2023 року, а потім вулкан активізувався принаймні ще тричі: 14 січня, 8 лютого та 16 березня 2024 року. На поверхні острову утворилася тріщина довжиною близько 2 км, з якої постійно витікає лава, випалюючи землю навколо. Наразі її потоки вже небезпечно наблизилися до найближчого міста Гріндавік. "Експерти з Національної земельної служби Ісландії опрацювали супутникові дані від 27 березня, які показують, що площа лавового поля тоді становила 5,99 км², а об'єм лави від початку виверження – 25,7 ± 1,9 млн м³. Середня швидкість витікання лави з кратерів була оцінена в 7,8 ± 0,7 м³/с, що дуже зіставно зі швидкістю витікання під час першої фази виверження Гелдінгадаліра 2021 року", – повідомили в Ісландському метеорологічному бюро.
22 серпня 2024 року на південному заході Ісландії вшосте за дев’ять місяців розпочалося потужне виверження вулкана. За годину до виверження там сталася серія сильних землетрусів. Виверження відбулося в кратерному ряду Сундхнукар на схід від гори Сілінгафетль, у вулканічній системі, яка не має центрального кратера, але вивергається, утворюючи гігантські тріщини у землі. Загальна довжина тріщини становила близько 3,9 км, але приблизно за 40 хвилин вона розширилася ще на 1,5 км. За даними ісландського метеорологічного бюро, після виверження вулкана у нічне небо на висоту одного кілометра піднялася хмара гарячого газу. Як запобіжний захід, влада вирішила евакуювати рибальське село Гріндавік на околицях Рейк’явіка.
20 листопада 2024 року, як повідомило агентство Reuters з посиланням на метеорологічну службу Ісландії, пізно ввечері неподалік міста Рейк’явіка сталося виверження вулкана, яке стало вже десятим за останні три роки.
До найвідоміших вулканів Ісландії належать: Еяфйотль, Крапла, Катла, Аск'я, Ельдфетль, Грімсвотн.

### Гейзери

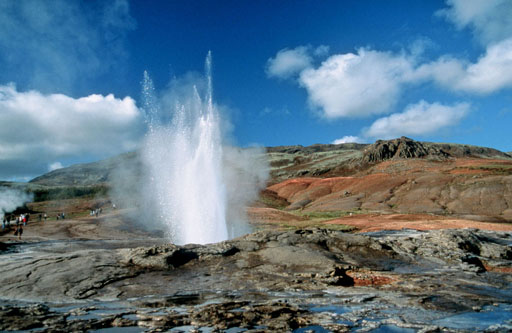
Виверження Ґейсіра в Хейкадалюрі, чия назва стала узагальненою

В Ісландії багато джерел виходу перегрітого водяної пари, гарячих джерел (250) і гейзерів, зокрема Ґейсір, від назви якого в українській та багатьох інших мовах з'явилося саме слово «гейзер». Раніше він викидав гарячу воду на висоту 40–50 м, але в 1970-х роках його активність значно зменшилась. Після серії землетрусів 2000 року сплячий Ґейсір знову почав свої виверження. Також відомий гейзер Строккур, який виштовхує воду кожні 5–10 хвилин. Джерело Дейлдартунгухвер (ісл. Deildartunguhver) поблизу Боргарф'ярдару має дебет 250 л/с. Геотермальні води використовують задля опалення домівок і теплиць. Поля сірчаних фумарол (сольфатарів) притаманні лише   районам молодого вулканізму.

## Рельєф
Ісландія — типова вулканічна країна, яскраві та барвисті ландшафти якої утворені своєрідним поєднанням субарктичного положення острова, активним вулканізмом, сучасним зледенінням і великою кількістю вологи в повітрі. У рельєфі країни виділяються гірська внутрішня необжита частина і прибережні обжиті рівнини по периферії острова. Платоподібний характер поверхні найкраще зберігся на північному заході, тоді як на сході і на півночі центральної частини острова рельєф набуває альпійського вигляду. Середні висоти — 557 м; найнижча точка — рівень вод Атлантичного океану (0 м); найвища точка — гора Гваннадальсхнукюр (2 109,6 м).
Внутрішня частина Ісландії, Ісландське плато (600–800 м), є холодним і непридатним для життя поєднанням піску та гір. На периферії гори і плато розчленовані глибокими звивистими долинами і фйордами. В зоні четвертинного вулканізму переважають вулканічні масиви висотою 1200–1800 м над рівнем моря. Найвища точка острова — гора Гваннадальсхнукюр (2 109,6 м) на вулканічному масиві Ерайфайокутль на півдні льодовика Ватнайокюдль. Приблизно десяту частину острова займають «місячні ландшафти» лавових полів. Найбільше таке поле, Оудаудахрьойн, площею 4 тис. км² розташовується майже в самому серці країни.

Рельєф Ісландії
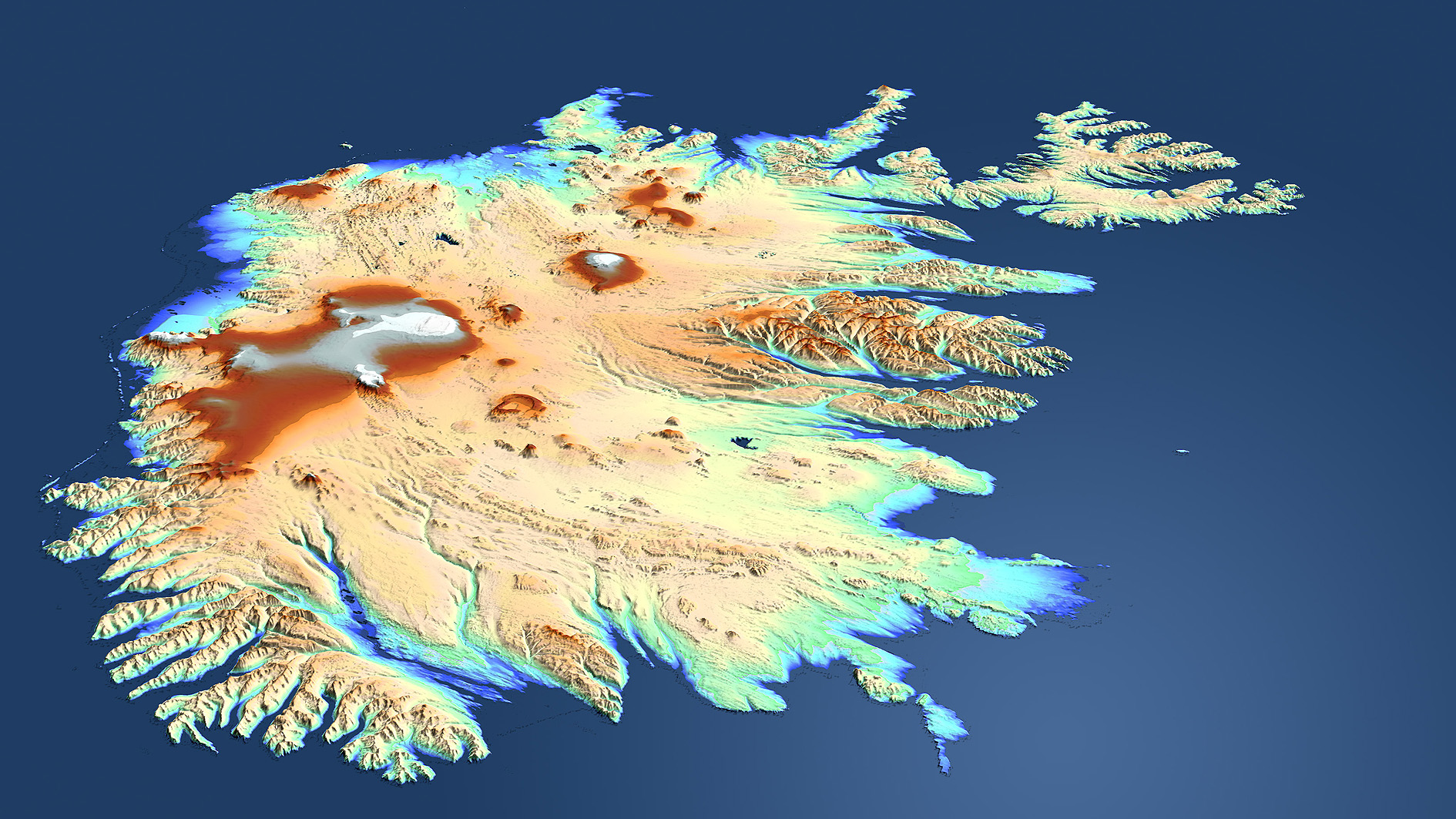
3D-моделювання рельєфу Ісландії
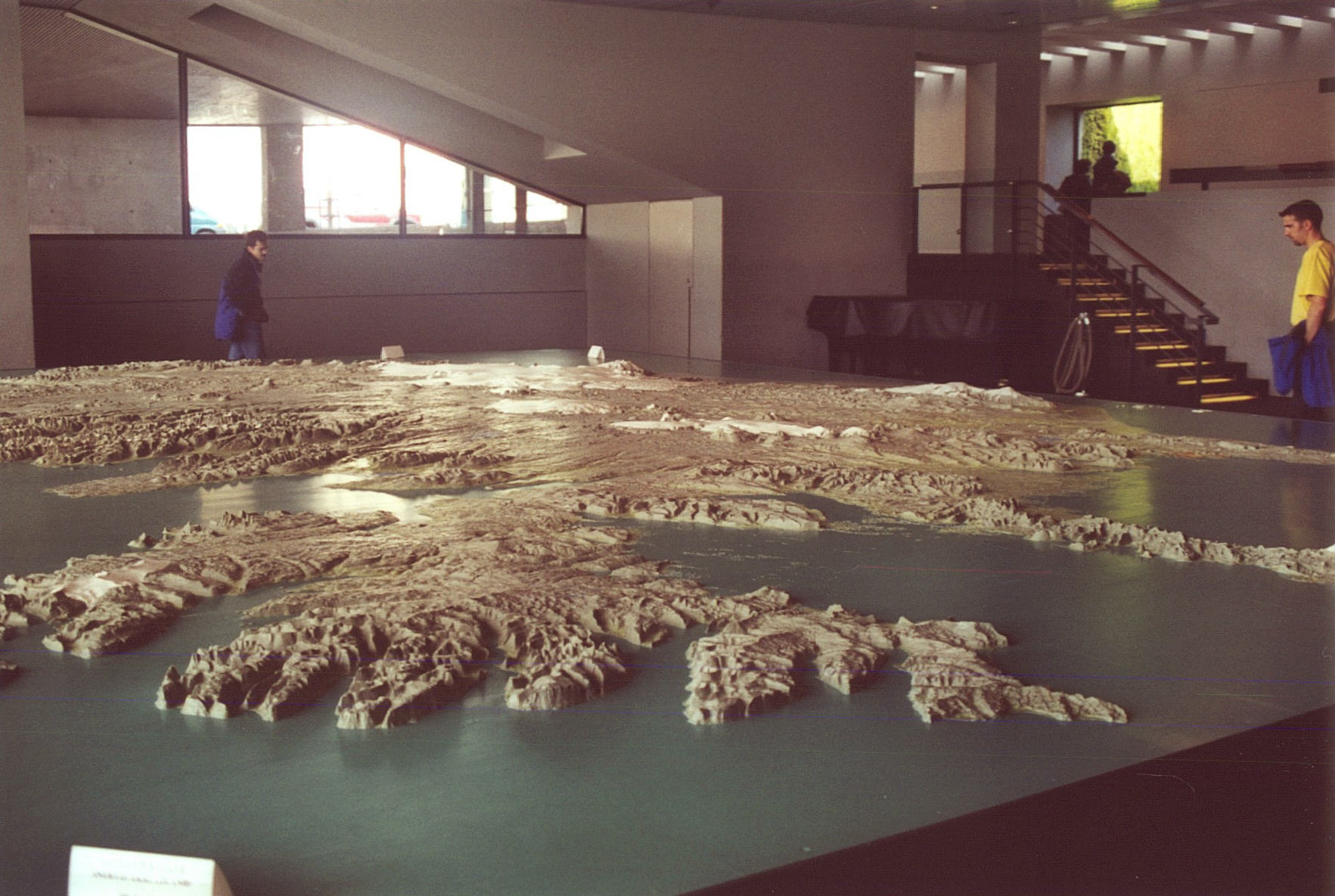
Рельєфна карта Ісландії в приміщенні мерії Рейк'явіка
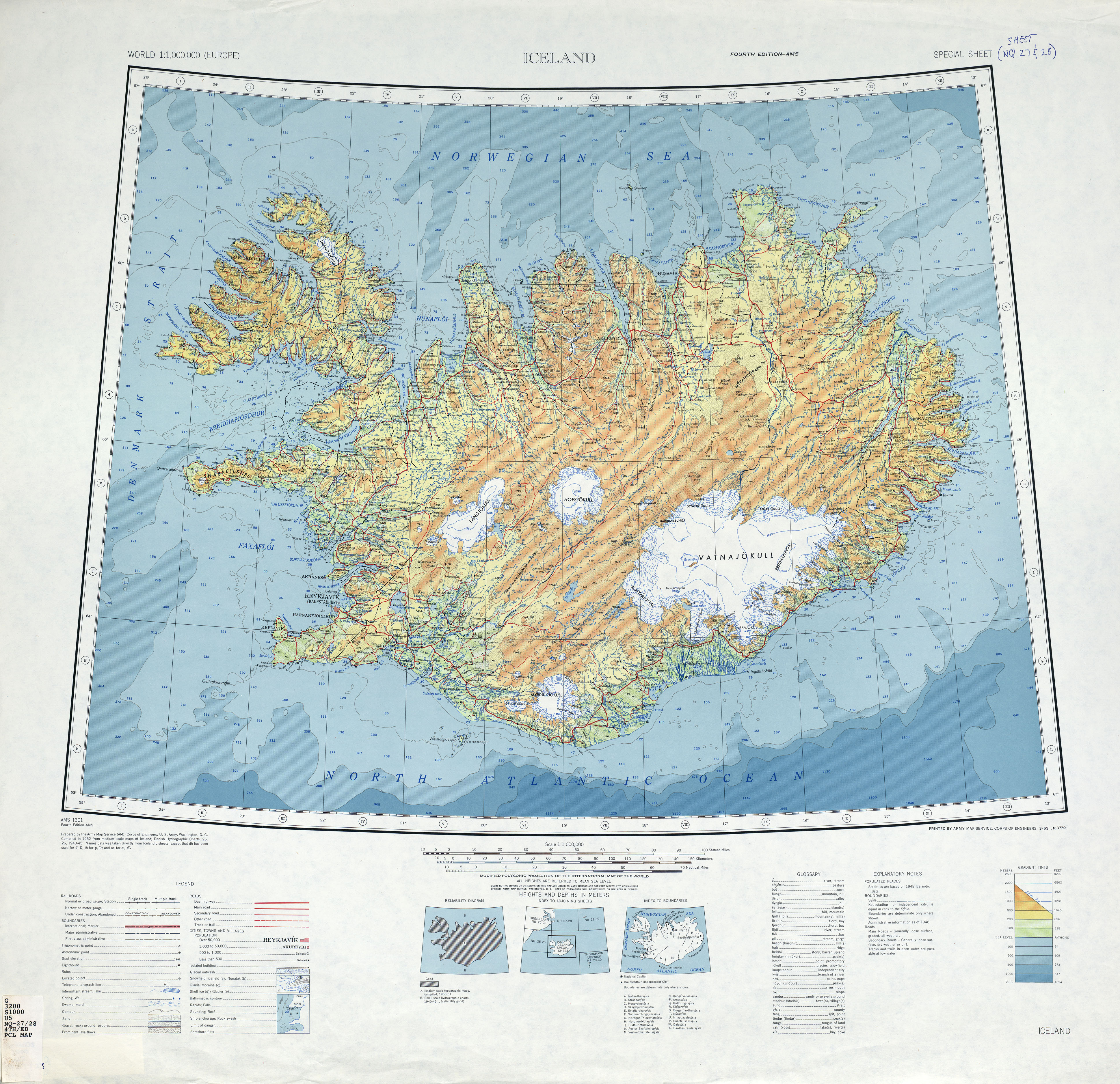
Топографічна карта Ісландії
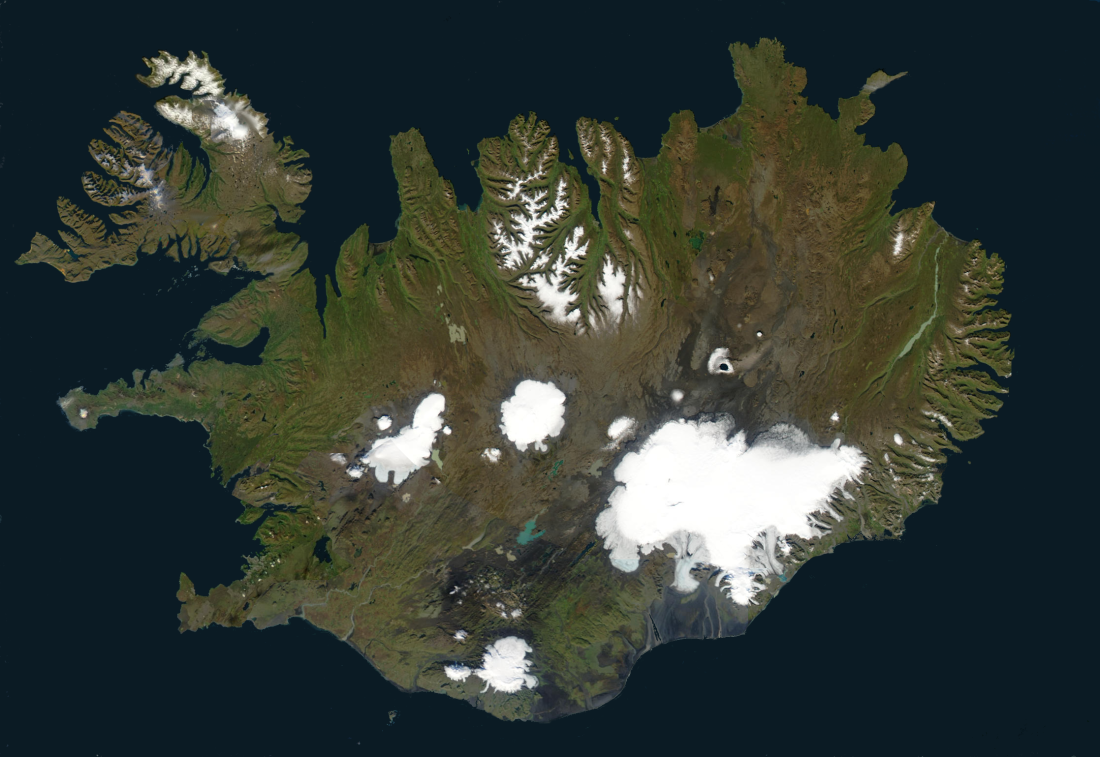
Супутниковий знімок поверхні країни

Найвищі гори: Гваннадальсхнукюр (2109,6 м) — піднятий край кальдери вулкана Ерайфайокутль; Бардарбунґа (2000 м); Кверкфіотль (1920 м); Снайфетль (1833 м); Гофсйокутль (1765 м); Гердубрейд (1682 м); Ейріксйокутль (1675 м); Ейяф'ятляйокутль (1666 м); Тунґнафетльсйокутль (1540 м); Кертлінґ (1538 м); Торвальдсфетль ін Аск'я (1510 м); Гекла (1491 м).
У прильодовикових районах поширені піщано-щебенисті зандрові рівнини, донні, бокові й кінцеві морени. Гірські потоки блукають цими рівнинами, постійно змінюючи власні річища, тому ландшафт тут змінюється після кожного паводку. Рівнинні території на узбережжі займають найбільшу площу на південному заході. Там сконцентровані найбільші сільськогосподарські угіддя країни.

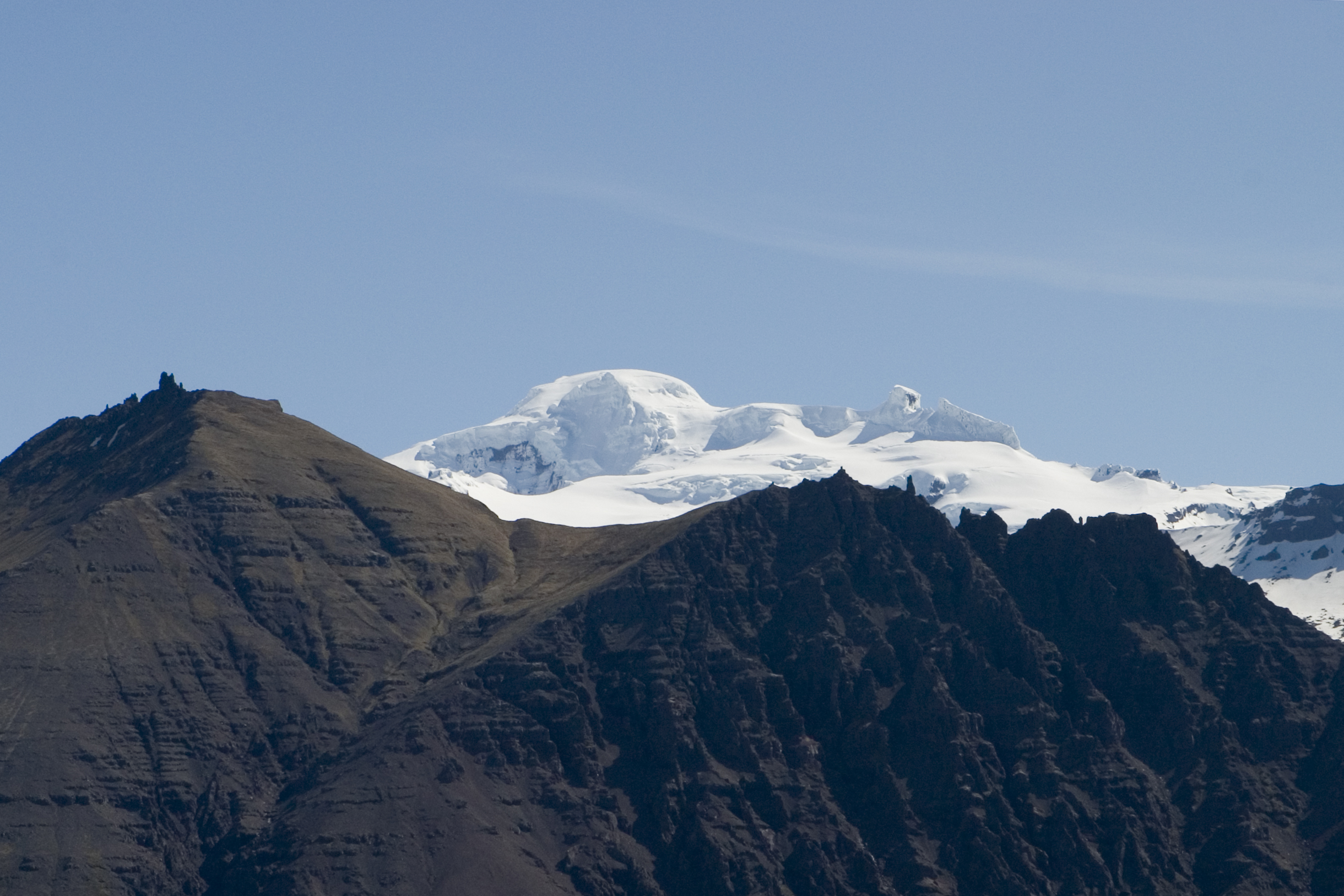
Гваннадальсхнукюр
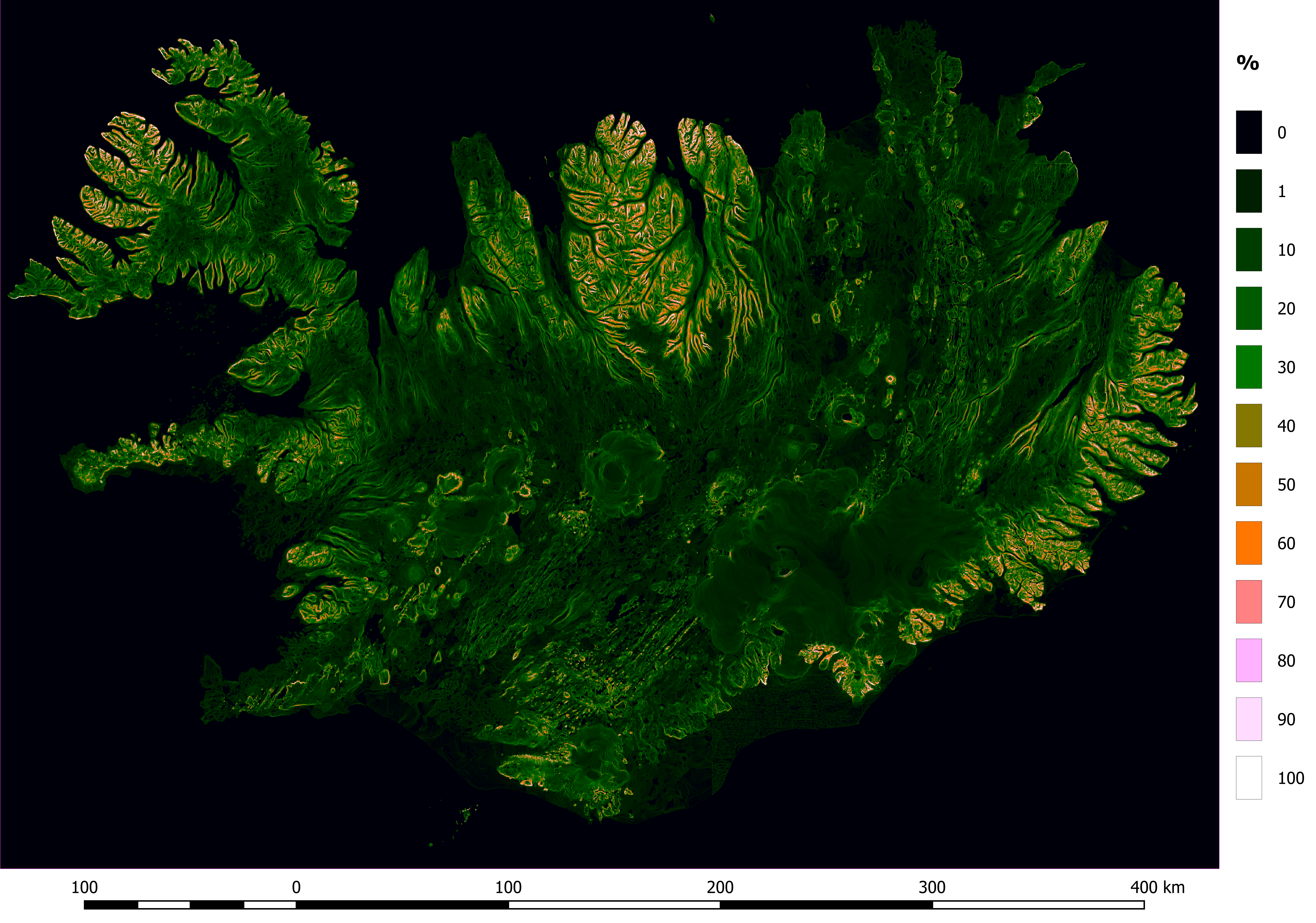
Карта крутизни схилів

### Узбережжя
Узбережжя острова має довжину 4 970 км, позначено багатьма фіордами, в яких розташовано більшість поселень. На північному заході, півночі і сході скелясті береги розчленовані численними затоками, фіордами і островами. У внутрішні частини багатьох фіордів заходять гачкоподібні галечникові коси, вони захищають природні гавані від штормів. На таких косах виросли прибережні міста та селища. Південно-західні і південні береги Ісландії — піщані, вирівняні, природні гавані відсутні. На північному сході велика затока Хунаблоуі, на заході — затока Фахсафлоуі (на узбережжі якої розташований Рейк'явік). Брейда-фіорд — найбільший фіорд Ісландії. Значні фіорди півночі: Іса-фіорд, Скага-фіорд, Ейя-фіорд,

Топонімія узбережжя (ісл.)
Головні фіорди країни (ісл.)
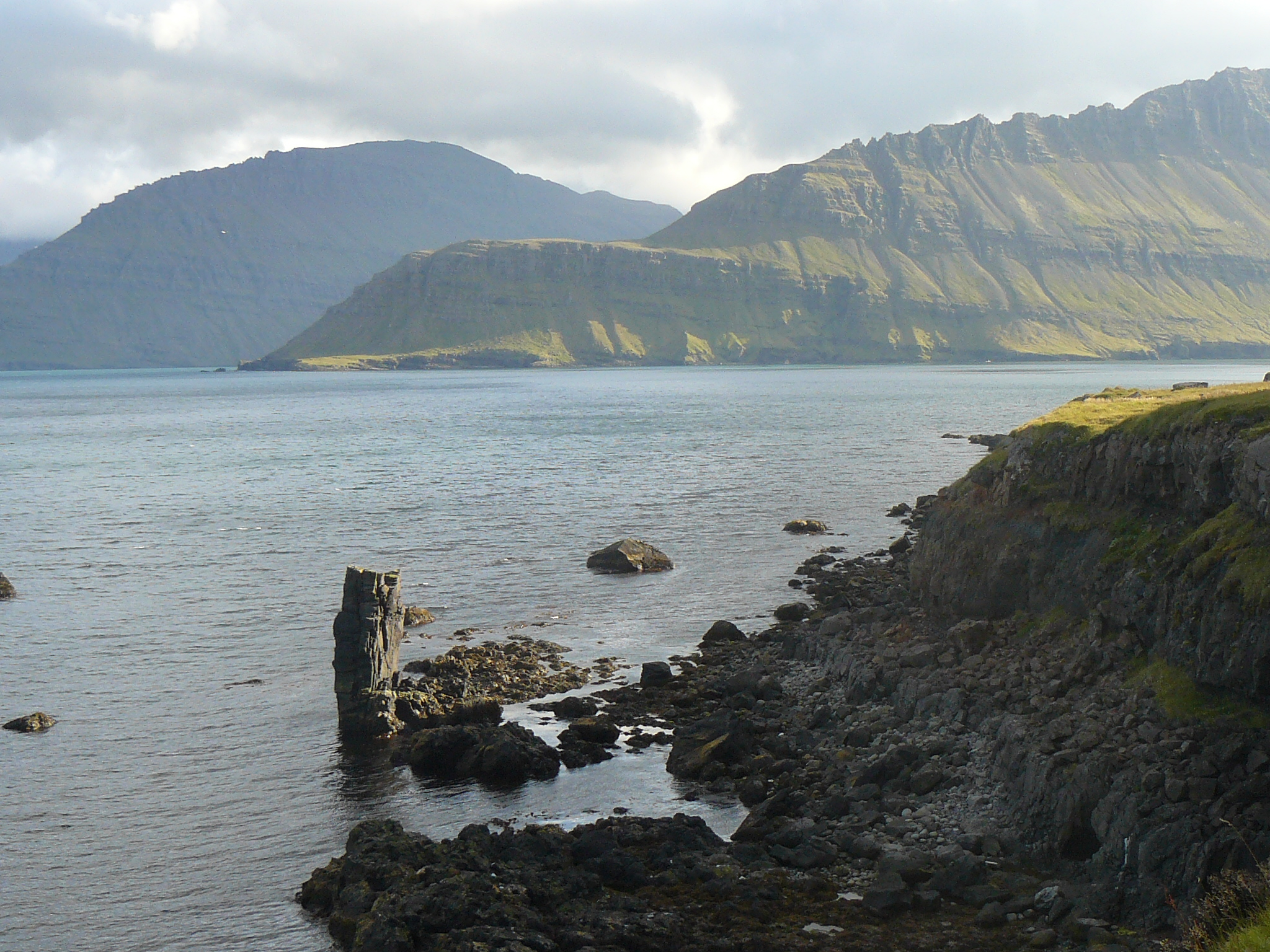
Фіорд Нескаупстадур
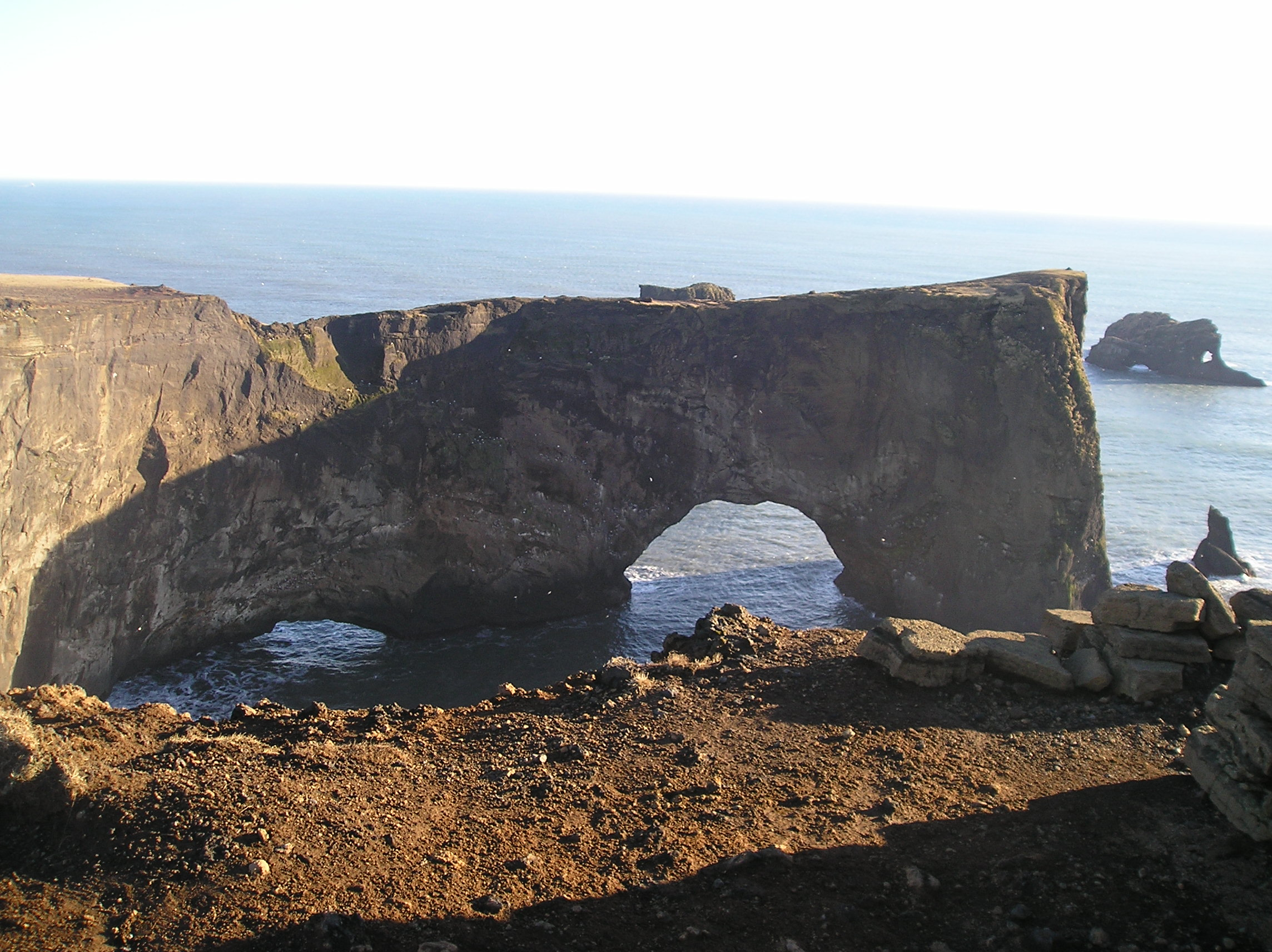
Скелі півострова Дирголей на південному узбережжі
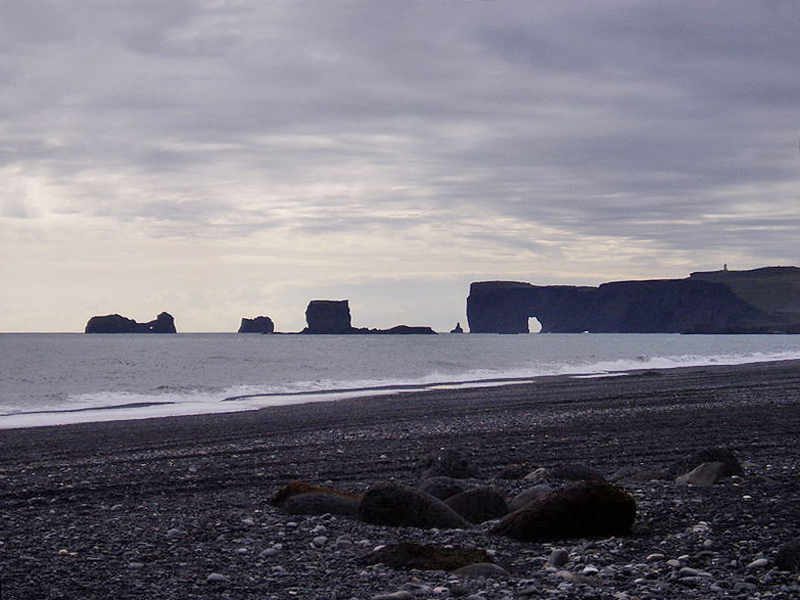
Чорні піски пляжу Вік

### Острови
До складу Ісландії входять 30 малих островів, включно з малозаселеними островом Ґрімсей та архіпелагом Вестманнових островів за найбільшим островом Хеймаей. На південному сході розташовується острів Хвальбакур. На південному заході острови Фугласкер. Найвіддаленіший острів Ісландії, Кольбейнсей лежить на півночі за полярним колом. Наймолодший острів Сюртсей лежить південніше Ісландії на рифтові Серединно-Атлантичного хребта.

## Клімат
Територія Ісландії лежить у помірному кліматичному поясі, країній північний захід — у субполярному. В Ісландії переважають цілий рік помірні повітряні маси та західне масоперенесення. Значні сезонні амплітуди температури повітря. Відносно тепла зима з нестійкою погодою, штормовими вітрами, сніговим покривом. Відносно прохолодне літо з більш ясною погодою. Зволоження рівномірне за сезонами, надмірне. На північному заході взимку переважають полярні. Досить великі річні амплітуди температури повітря, прохолодне сире літо з туманами на узбережжях, вітряна волога зима.

Сонячна радіація (англ.)Сонячна радіація (англ.)
Кліматична карта Ісландії (за Кеппеном)
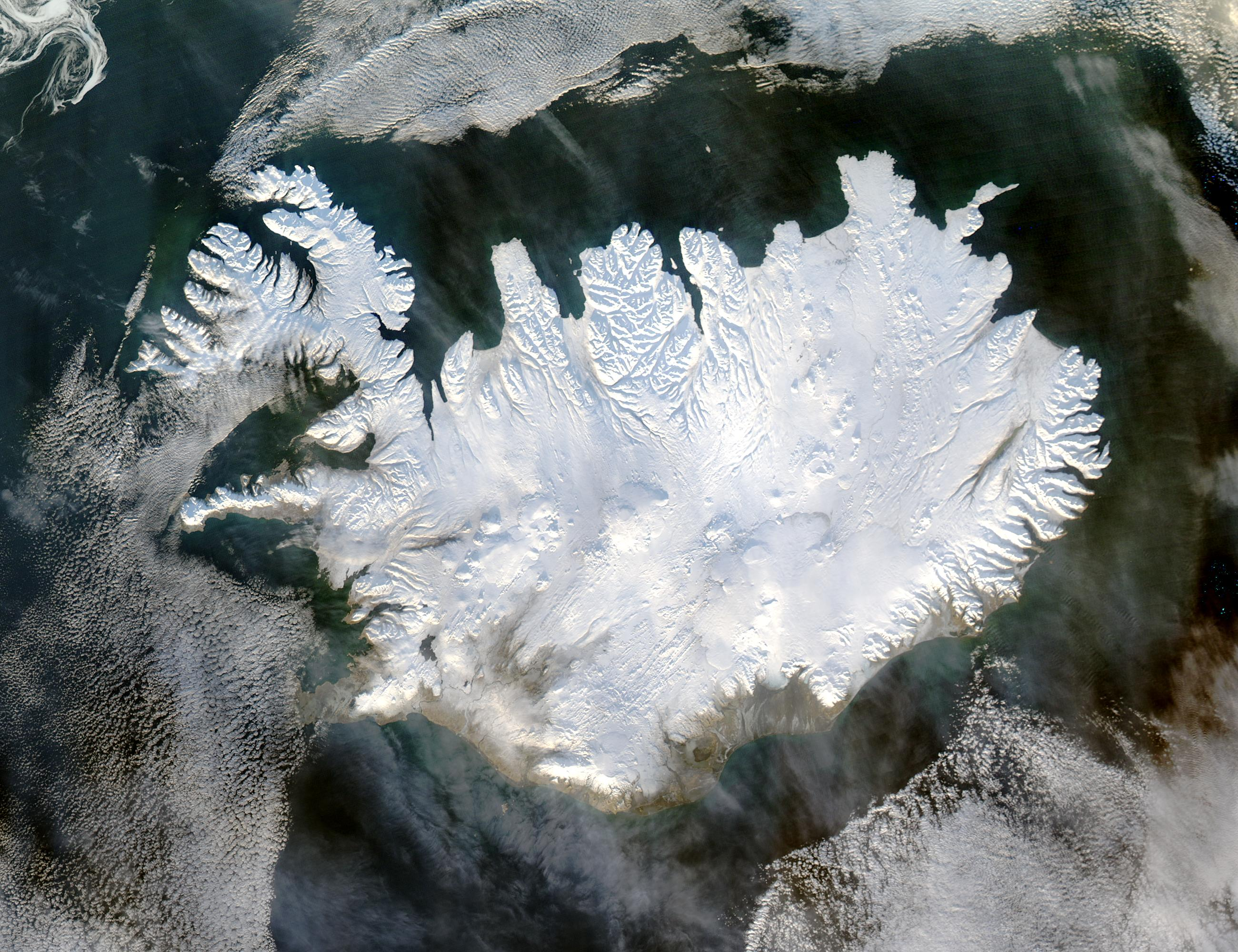
Ісландія взимку з космосу

Клімат острова доволі м'який, що пояснюється теплою течією Ірмінгера, гілкою Північноатлантичної течії. Вона значно піднімає річні температури порівняно з більшістю інших місць на цій широті на планеті. На узбережжі субполярний морський клімат. До місць із подібним кліматом належать Алеутські острови, Аляска в Північній Америці та Вогняна земля в Південній Америці, хоча ці регіони розташовані ближче до екватора. Незважаючи на близькість до Арктики, узбережжя Ісландії залишається вільним від криги взимку. Наступи льоду є рідкісними, останній такий випадок трапився 1969 року на північному узбережжі. Це пов'язано із значним потеплінням клімату починаючи від 1920-х років.
Річна норма атмосферних опадів становить 1300–2000 мм на південному узбережжі, 500–750 мм на північному. Над високими льодовиками — до 4000 мм на рік. Низинні внутрішні райони на півночі є найсухішими. Снігопади більш притаманні північній частині, ніж південній.
Існує різниця між кліматичними особливостями різних частин острова. Загалом, південне узбережжя є теплішим, вологішим та більш вітряним, ніж північне. Середньорічні температури не опускаються нижче -2…-3°C. Середня температура лютого, найхолоднішого місяця в Рейк'явіку становить -0,6 °C. Взимку часті дощі, навіть грози. Центральне плато є найпрохолоднішою частиною країни. Сніг тут не тільки випадає і лежить близько 5 місяців, але й накопичується в льодовиках. Північна та східна частини острова загалом холодніші ніж південна і західна, через дію холодної Східно-Гренландської течії. Літо прохолодне й сире. Середньорічна температура липня, найтеплішого місяця становить +10 °C. Навіть в теплі дні на узбережжі температура повітря рідко перевищує 20 °C. Через приполярне положення острова його часто називають «країною нічного сонця», в північних районах влітку спостерігається полярний день, білі ночі. У серпні доволі часті полярні сяйва.
Найвища температура повітря — +30,5 °C зареєстрована 22 червня 1939 року в Тейґаргорні на південно-східному узбережжі. Найнижчу температуру -38 °C зареєстрували 22 січня 1918 року в Ґрімсстадірі та Модрудалурі в північно-східній внутрішній частині. Температурними рекордами Рейк'явіка є +26,2 °C (30 липня 2008 року) та -24,5 °C (21 січня 1918 року).
Через близькість моря і частим проходженням циклонів погода в Ісландії змінюється досить швидко. Більшістю вона прохолодна й волога, суцільна хмарність, дощі, сильні вітри, постійні тумани, але так само швидко вона може стати ясною безхмарною, без жодних коливань повітря.
Ісландія є членом Всесвітньої метеорологічної організації (WMO), в країні ведуться систематичні спостереження за погодою.

## Внутрішні води
Велика кількість вологи спричинила утворення на острові численних боліт, озер, густої річкової мережі, гірських льодовиків. Загальні запаси відновлюваних водних ресурсів (ґрунтові і поверхневі прісні води) становлять 170 км³. Дані про площу зрошуваних земель в країні, станом на 2012 рік, відсутні.

Гідрографічна мережа Ісландії

### Річки
Річки й потоки півдня країни належать басейну Атлантичного, півночі — Північного Льодовитого океану. Більшість річок беруть свої витоки на краях льодовиків і живляться талими льодовиковими водами. Тому в найтепліші місяці року, в липні-серпні на таких річках проходять бурхливі паводки. Під час підльодовикових вулканічних вивержень і при прориві крижаних гребель прильодовикових озер величезні маси талих вод також спричинюють бурхливі паводки. Найдовші річки Ісландії: Тйоурсау 287 км; Єкюльсау-ау-Фіодлюм 206 км; Квітау з Ольфусау 185 км; Ск'яульвандафльоут 178 км; Єкюльсау-ау-Даль 150 км. Потенційні запаси гідроенергії річок країни — 3,5 млн кВт. Раніше для будівництва гідроелектростанцій в Ісландії використовували річки ґрунтового живлення з невеликими сезонними коливаннями рівня води. Пізніше почалося освоєння річок льодовикового живлення. Найбільші ГЕС збудовані на річках Сог і Тйоурсау (ГЕС Бурфедль потужністю 210 МВт).

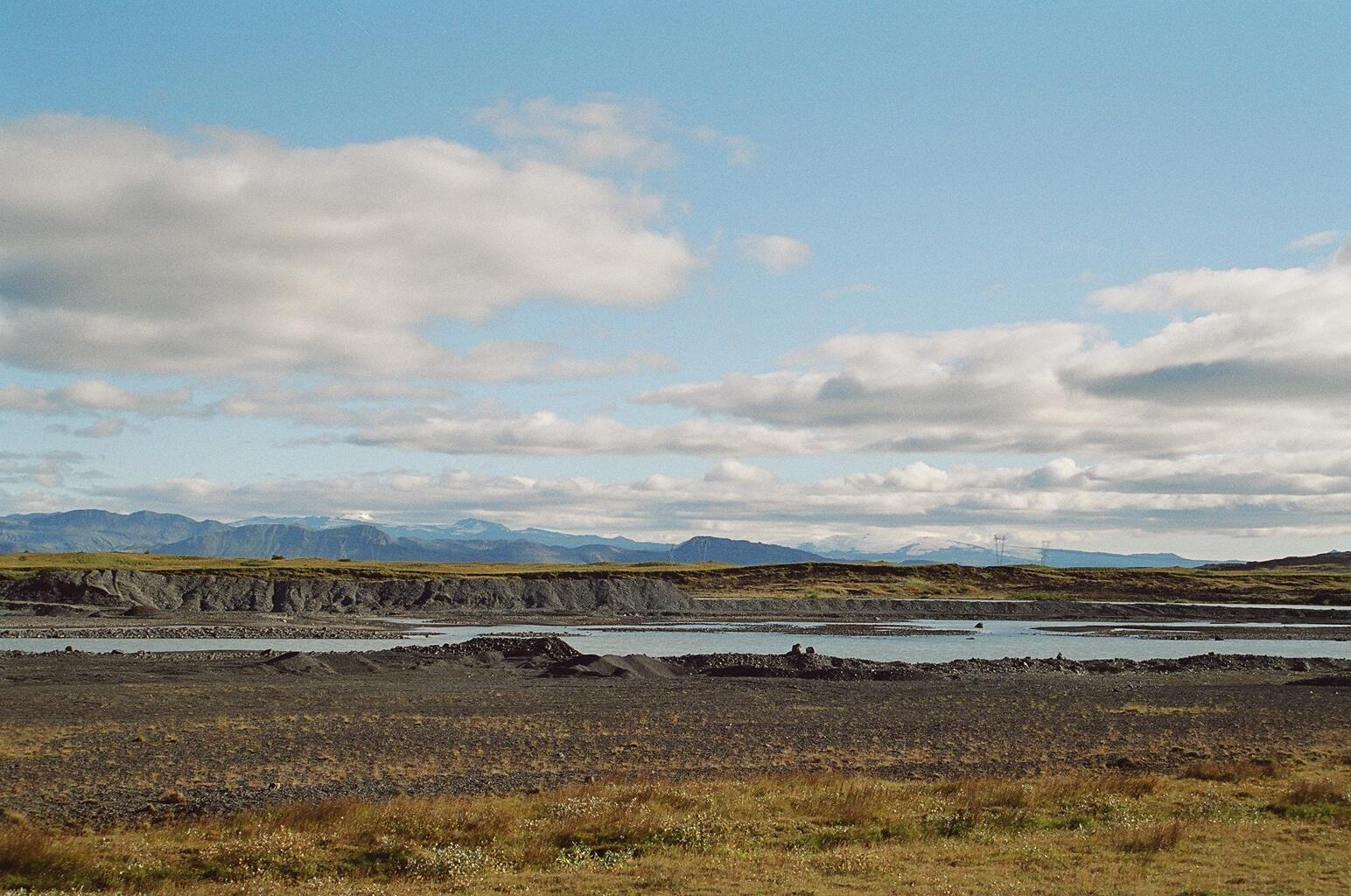
Краєвид річки Тйоурсау
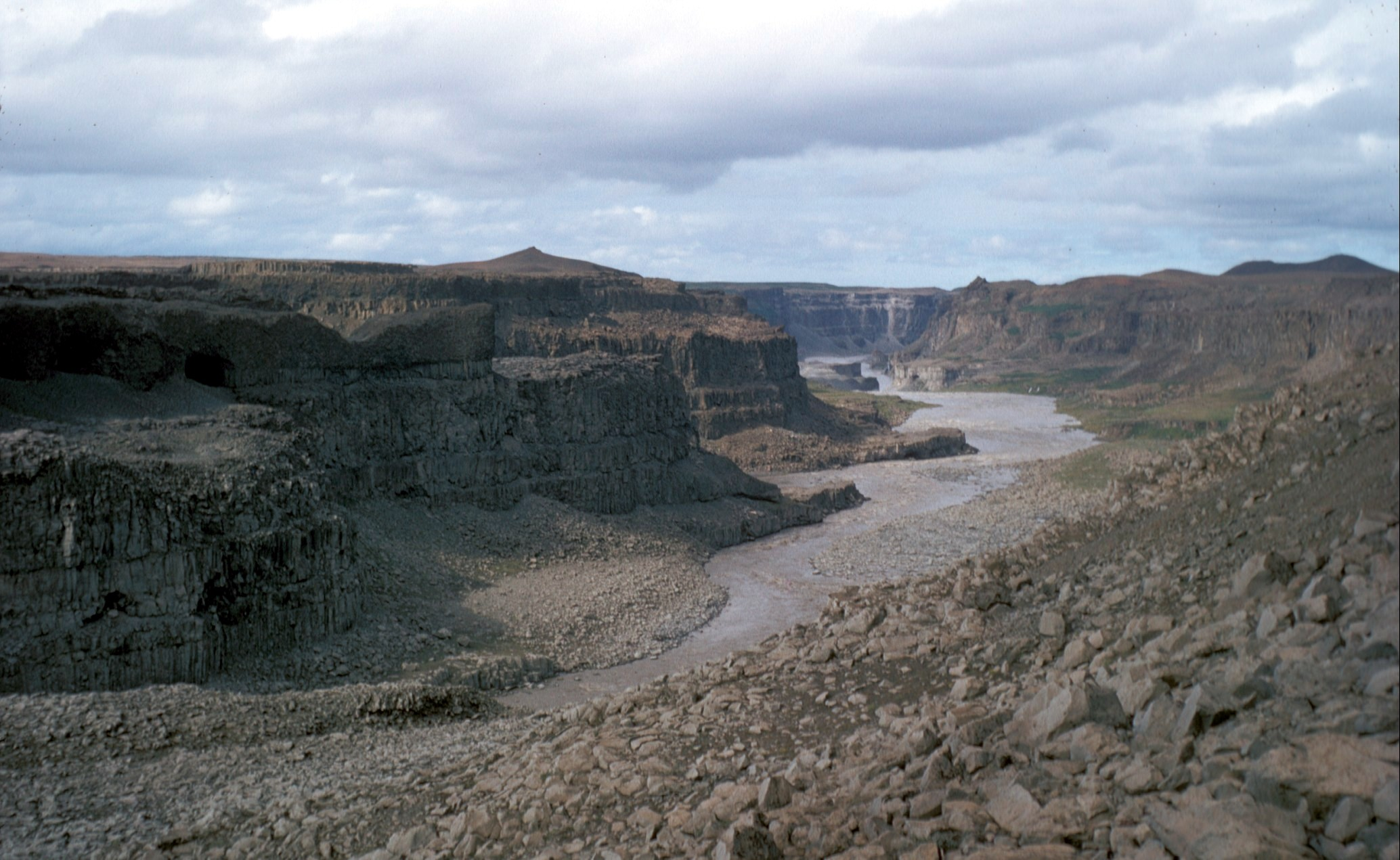
Річка Єкюльсау-ау-Фіодлюм
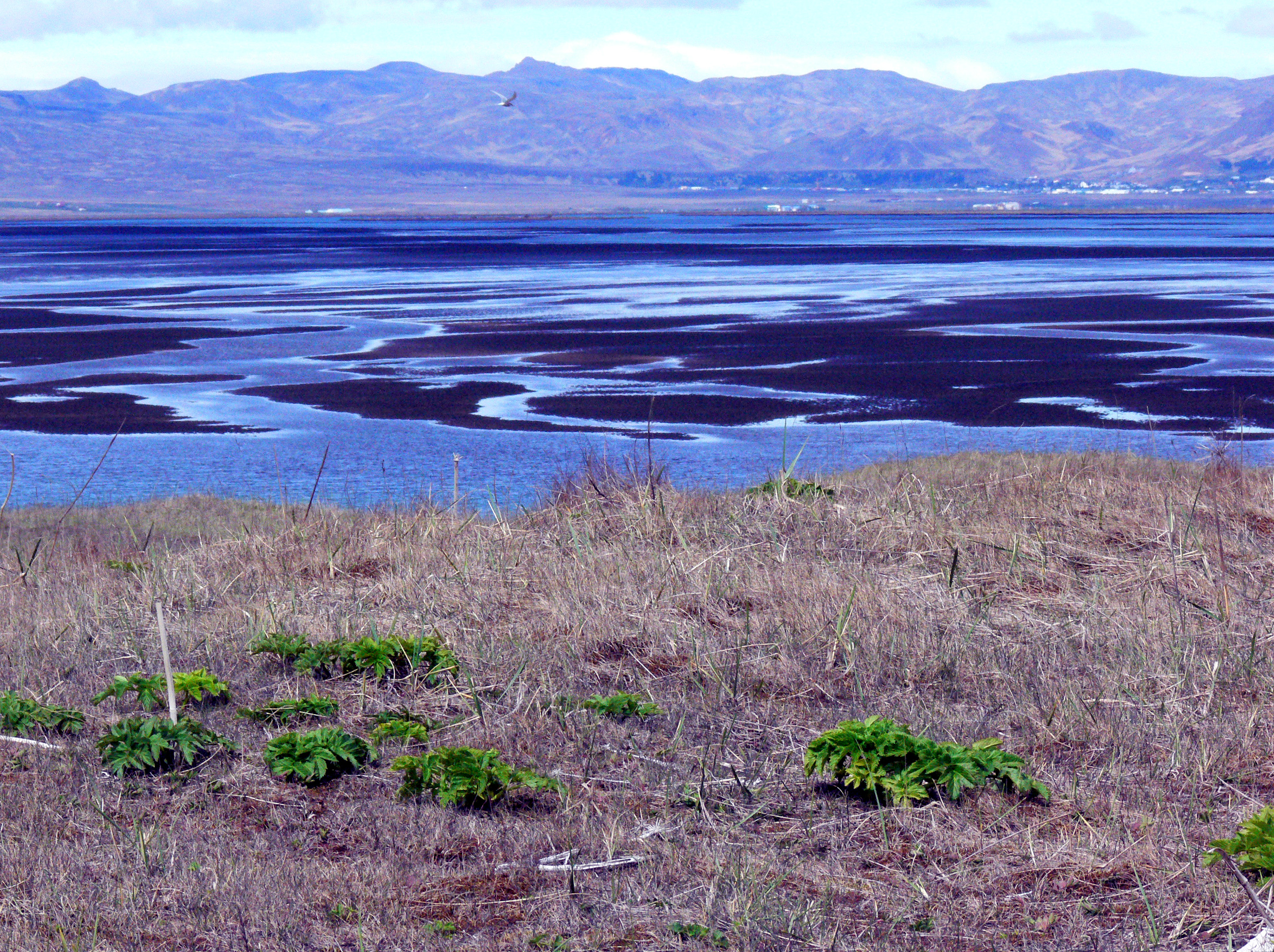
Долина річки Ольфусау
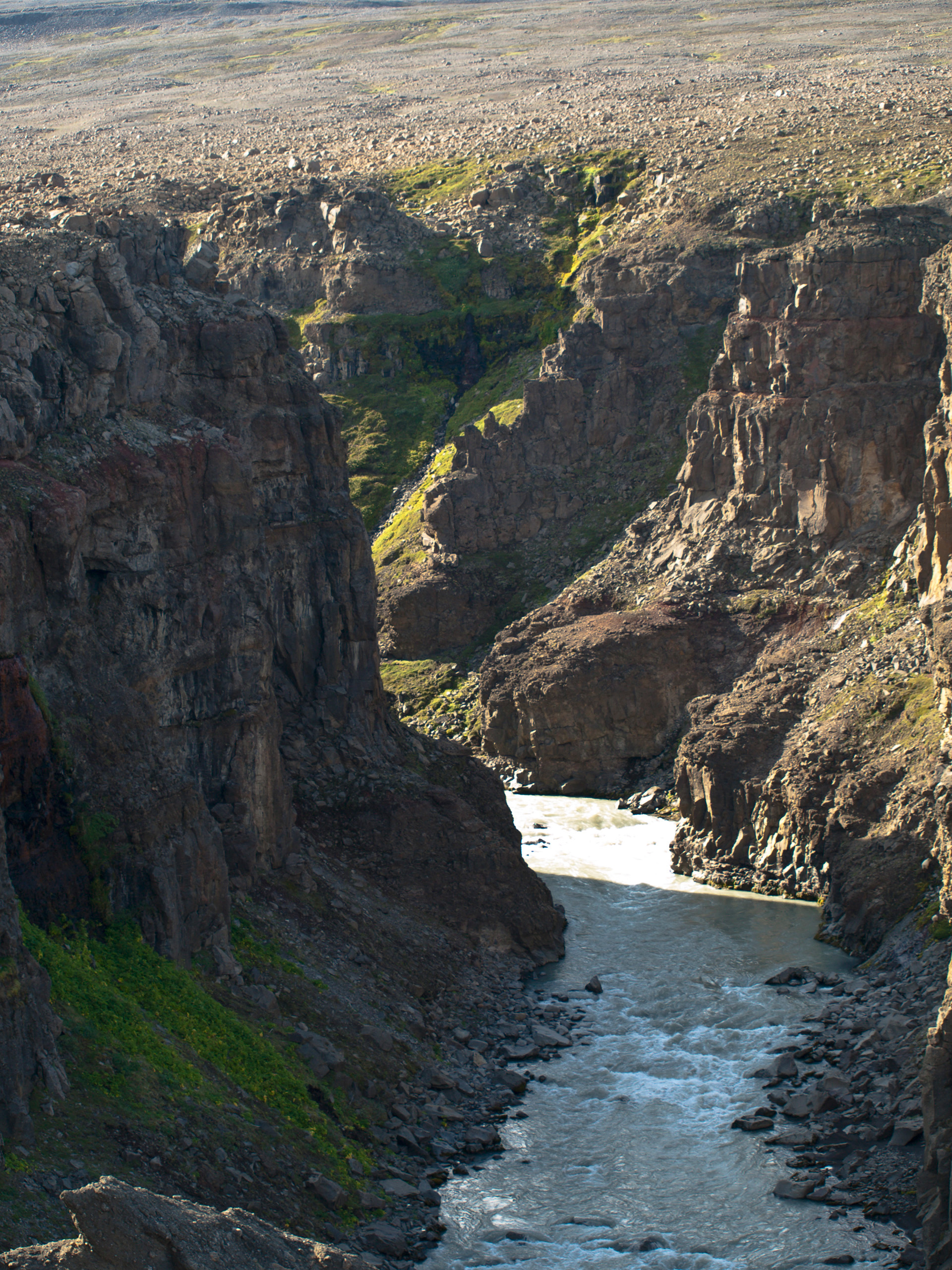
Річка Ск'яульвандафльоут
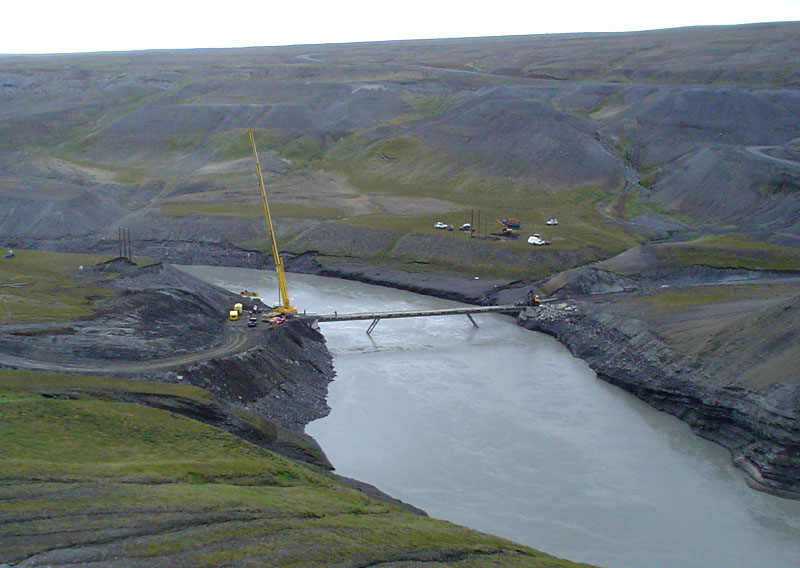
Міст через Єкюльсау-ау-Даль

### Водоспади
Річки Ісландії порожисті, з великою кількістю водоспадів і перекатів на уступах базальтових порід. Найвищі водоспади: Ґлімур 190 м; Гауйфосс 122 м на річці Фоссау; Генґіфосс 110 м; Сел'яландсфосс 65 м; Скоуґафосс 62 м; Деттіфосс 44 м; «золотий водоспад» Ґульфосс 32 м — система із двох каскадів; Ґодафосс 12 м.

Водоспади Ісландії
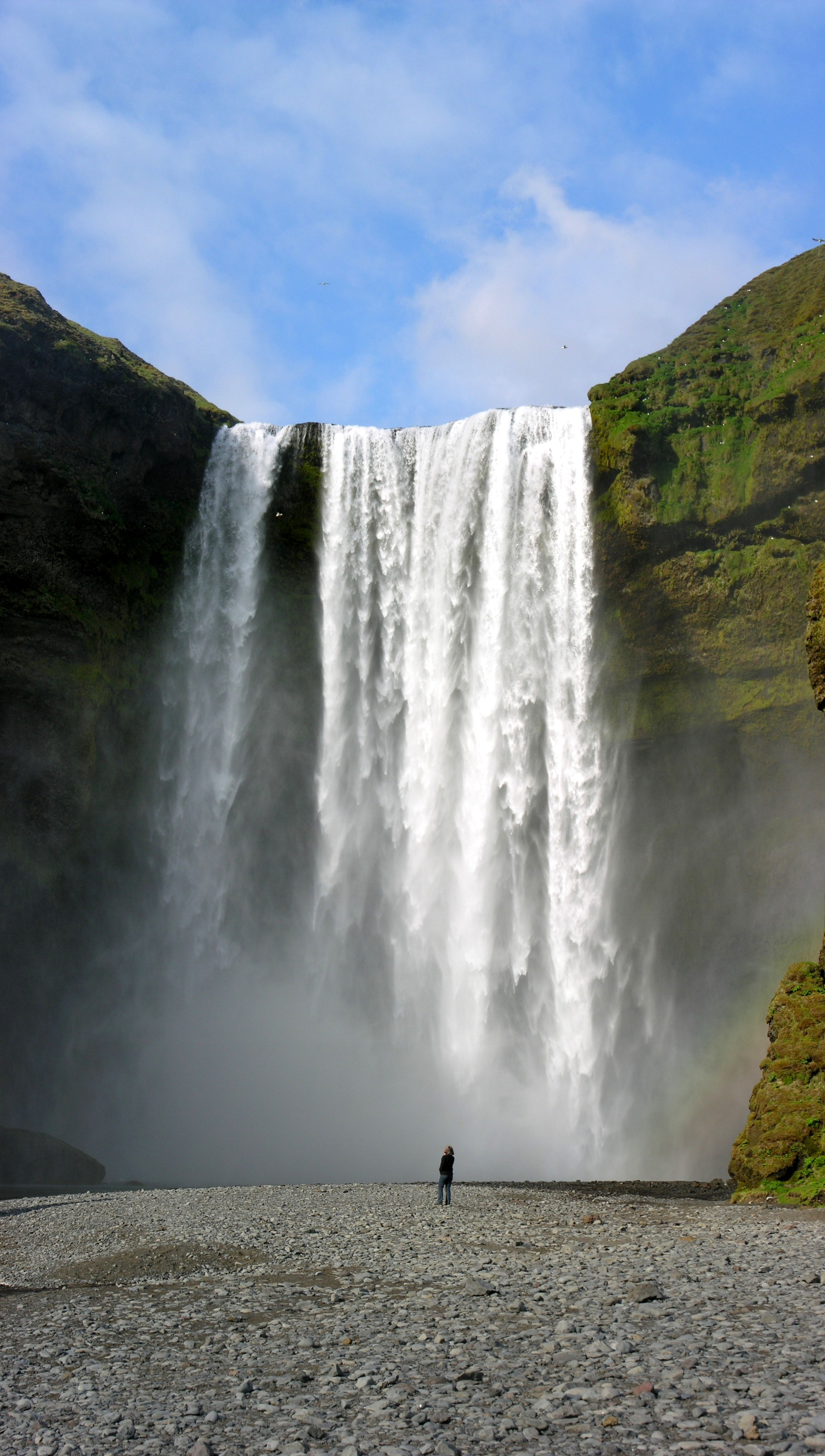
Скоуґафосс
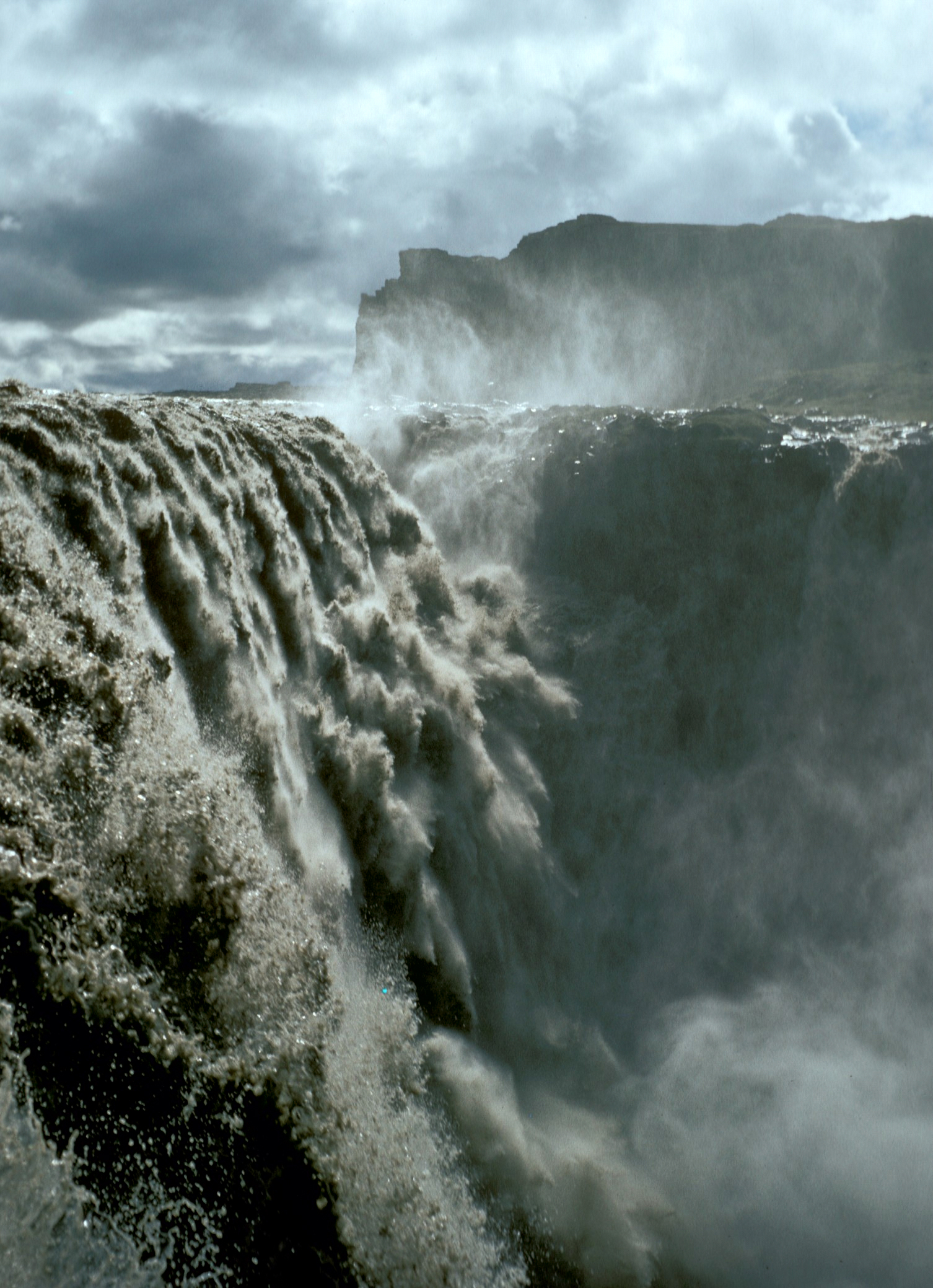
Деттіфосс
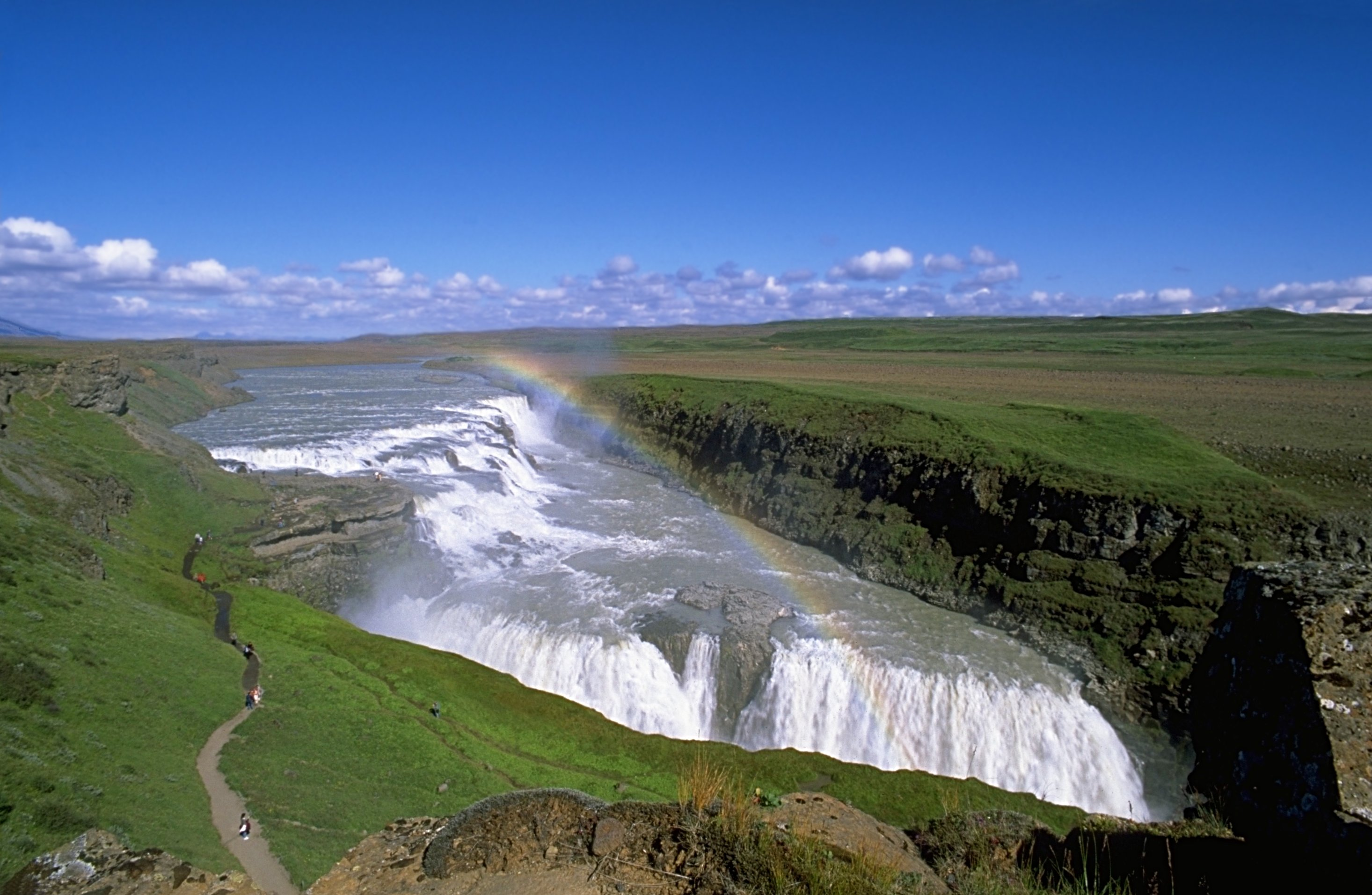
Ґульфосс
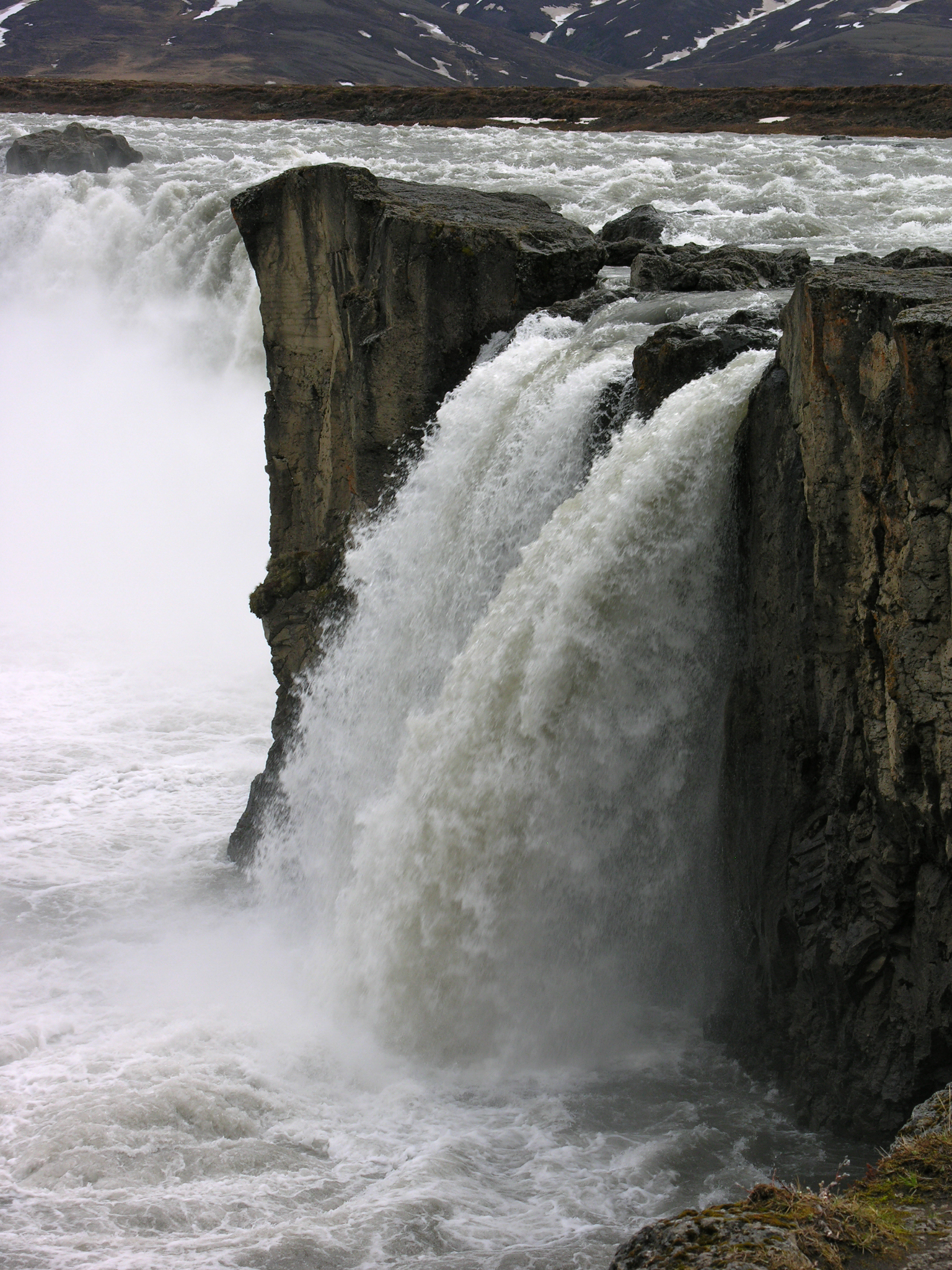
Ґодафосс
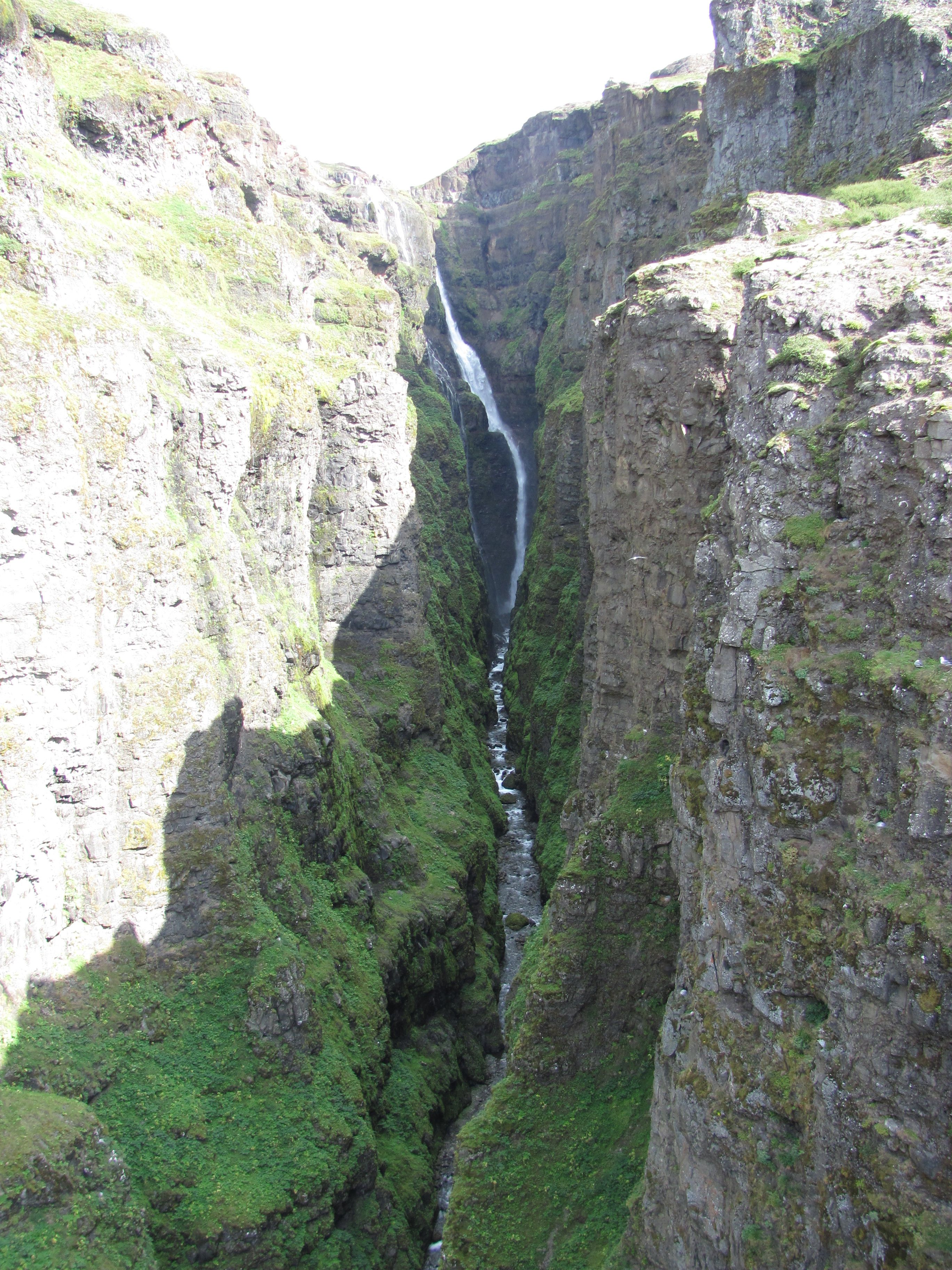
Ґлімур

### Озера
Озера та льодовики займають 14,3 % території. Найголовніші озера: Торісватн 88 км²; Тінґватляватн 84 км²; Блендулон 57 км²; Лагарфльоут 53 км²; Міватн 37 км², гребля якого утворена лавовими потоками; найглибше з ісландських озер (220 м) Еск'юватн 11 км². Загальна поверхня озер на острові становить 2 757 км². Поблизу озера Міватн знаходяться чорні лавові скелі-башти Діммуборгір («Замок мороку»).

Озера Ісландії
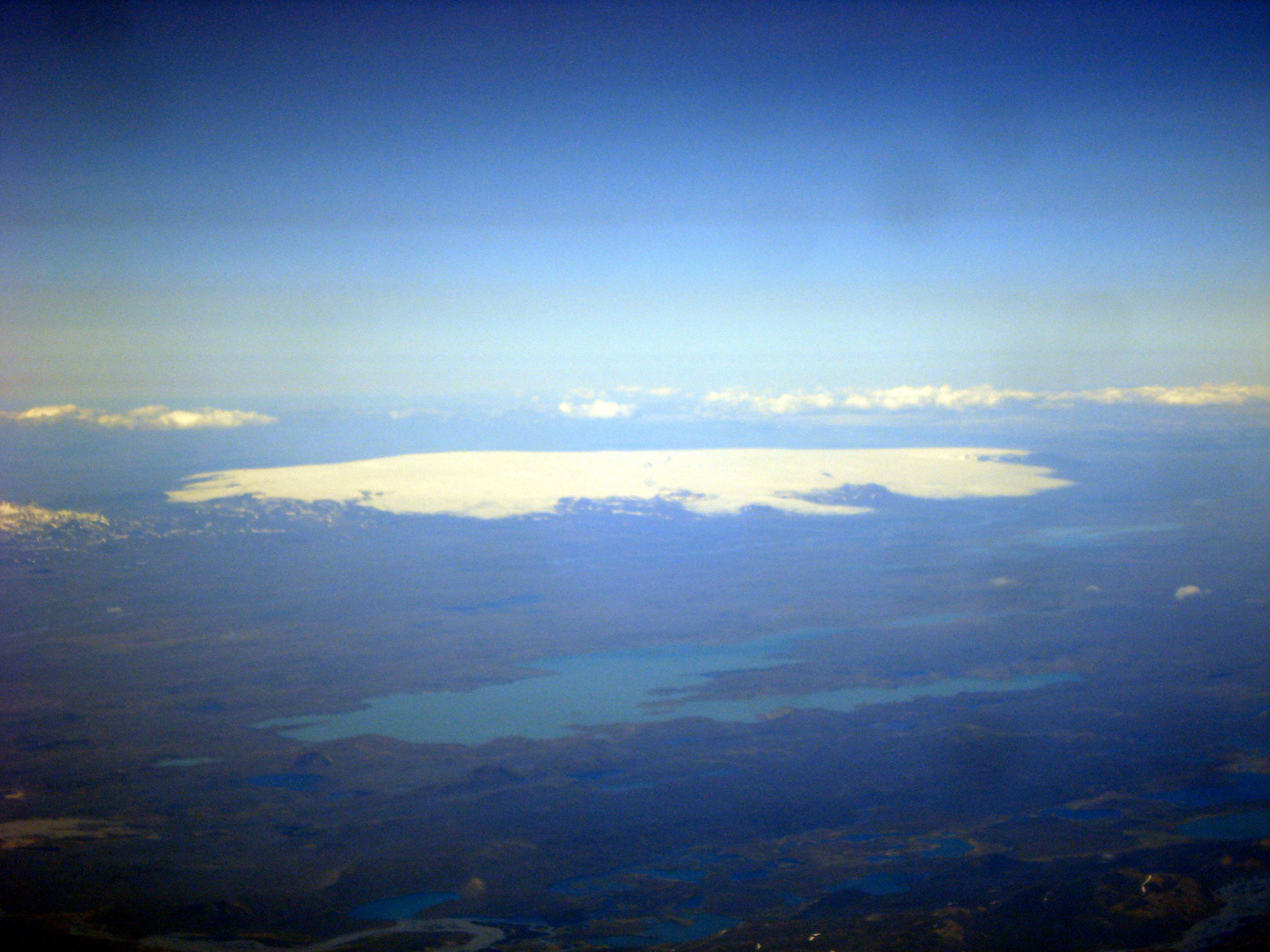
Торісватн
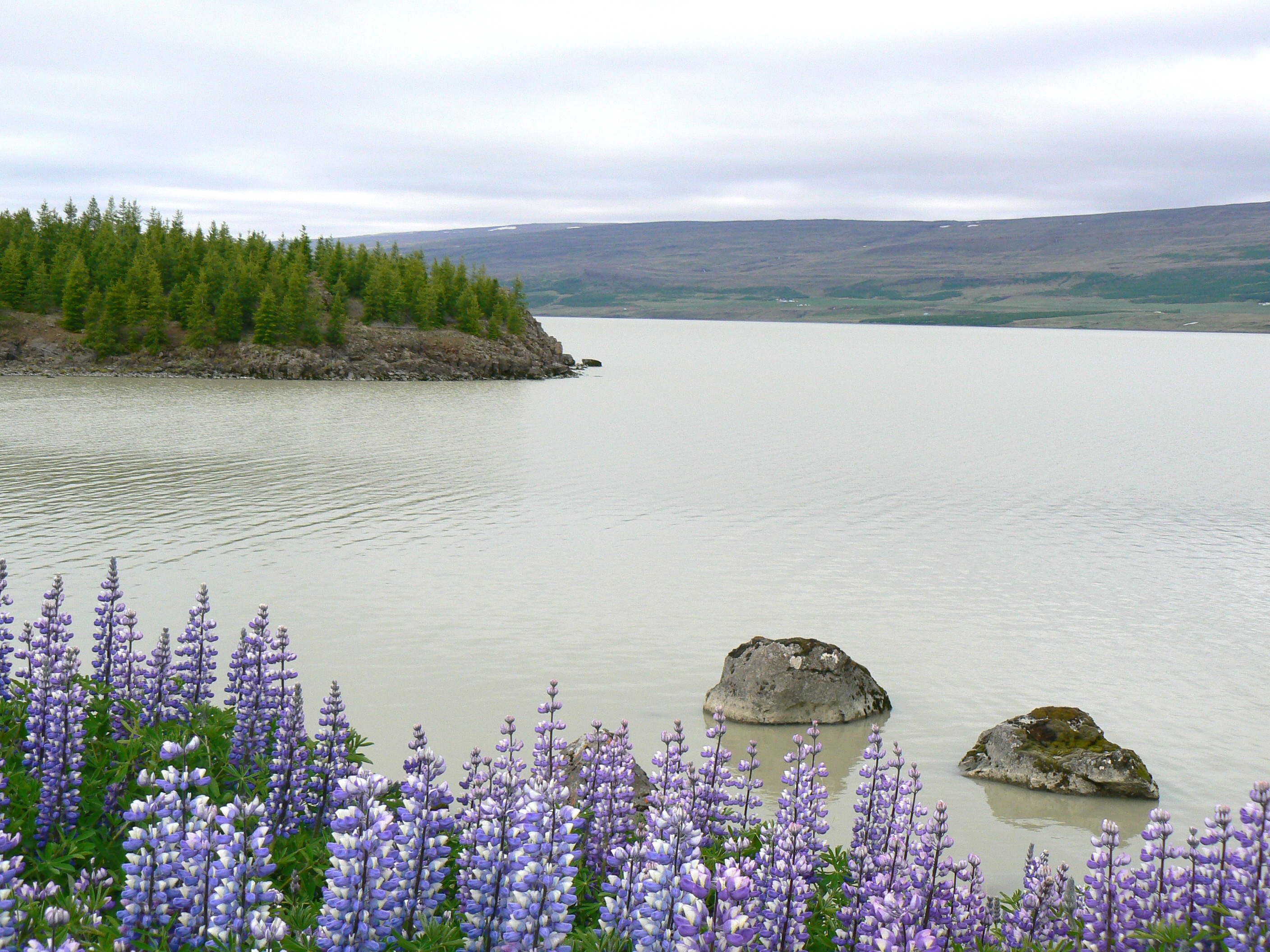
Лагарфльоут
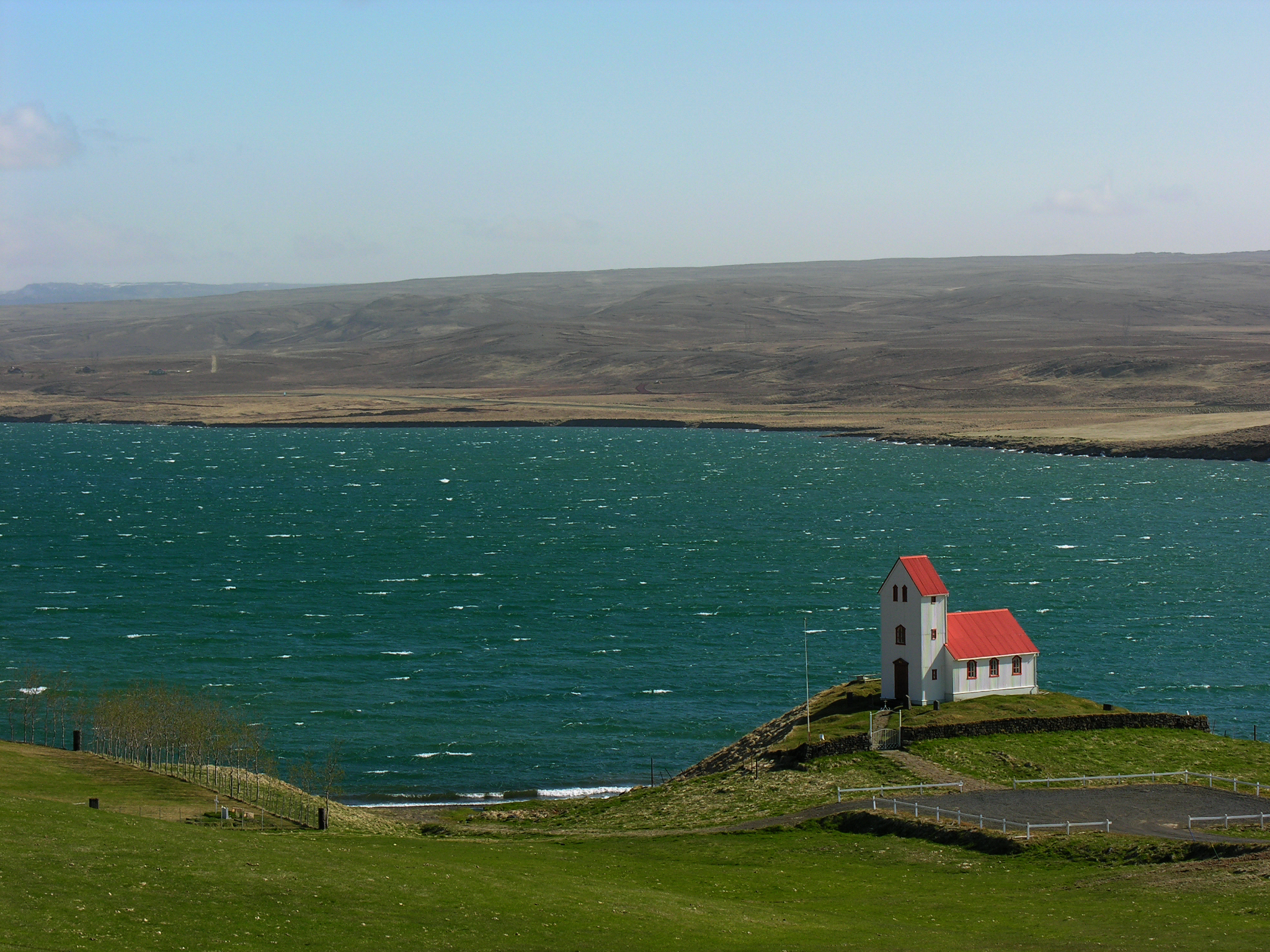
Тінґватляватн
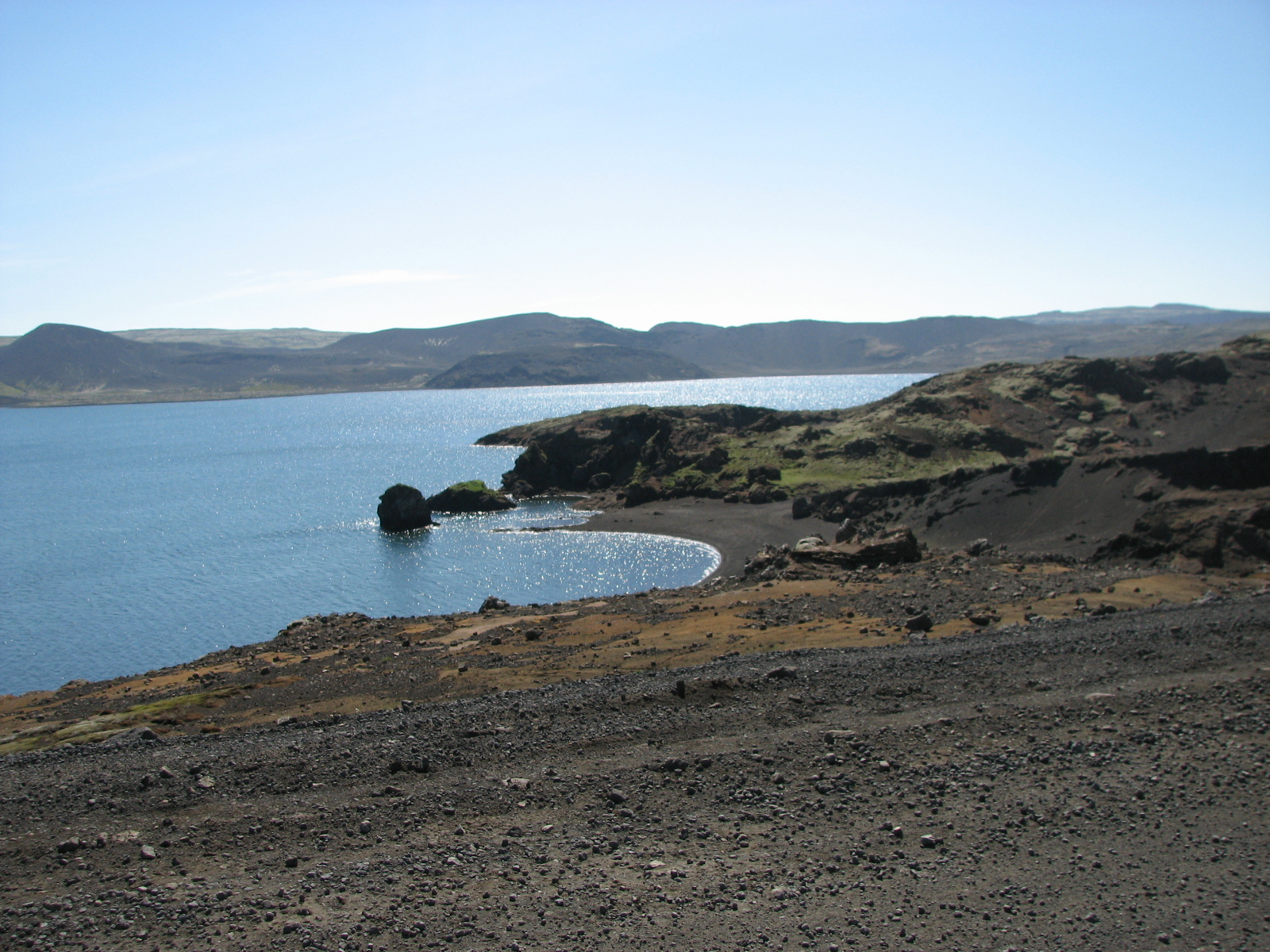
Клейварватн
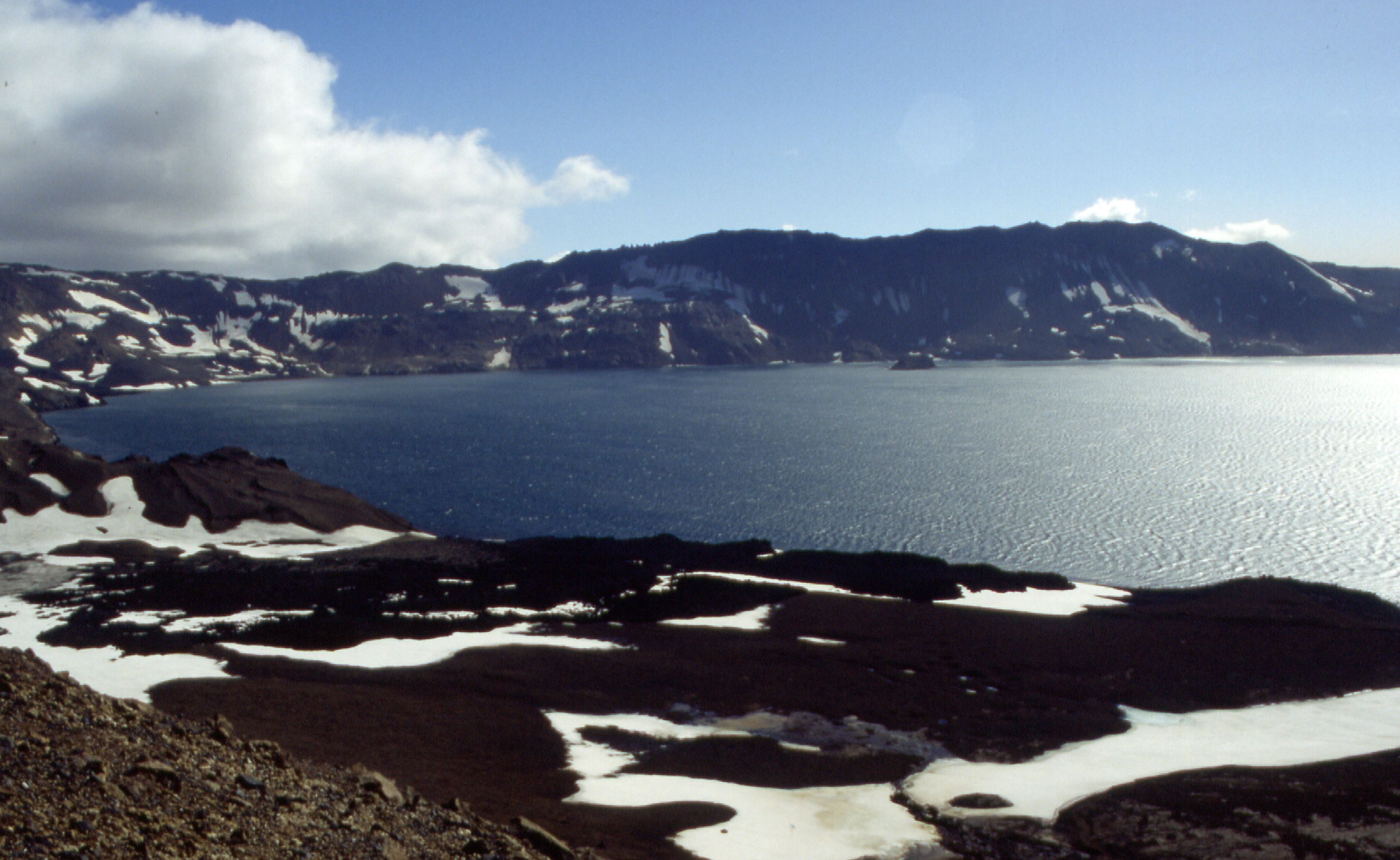
Еск'юватн
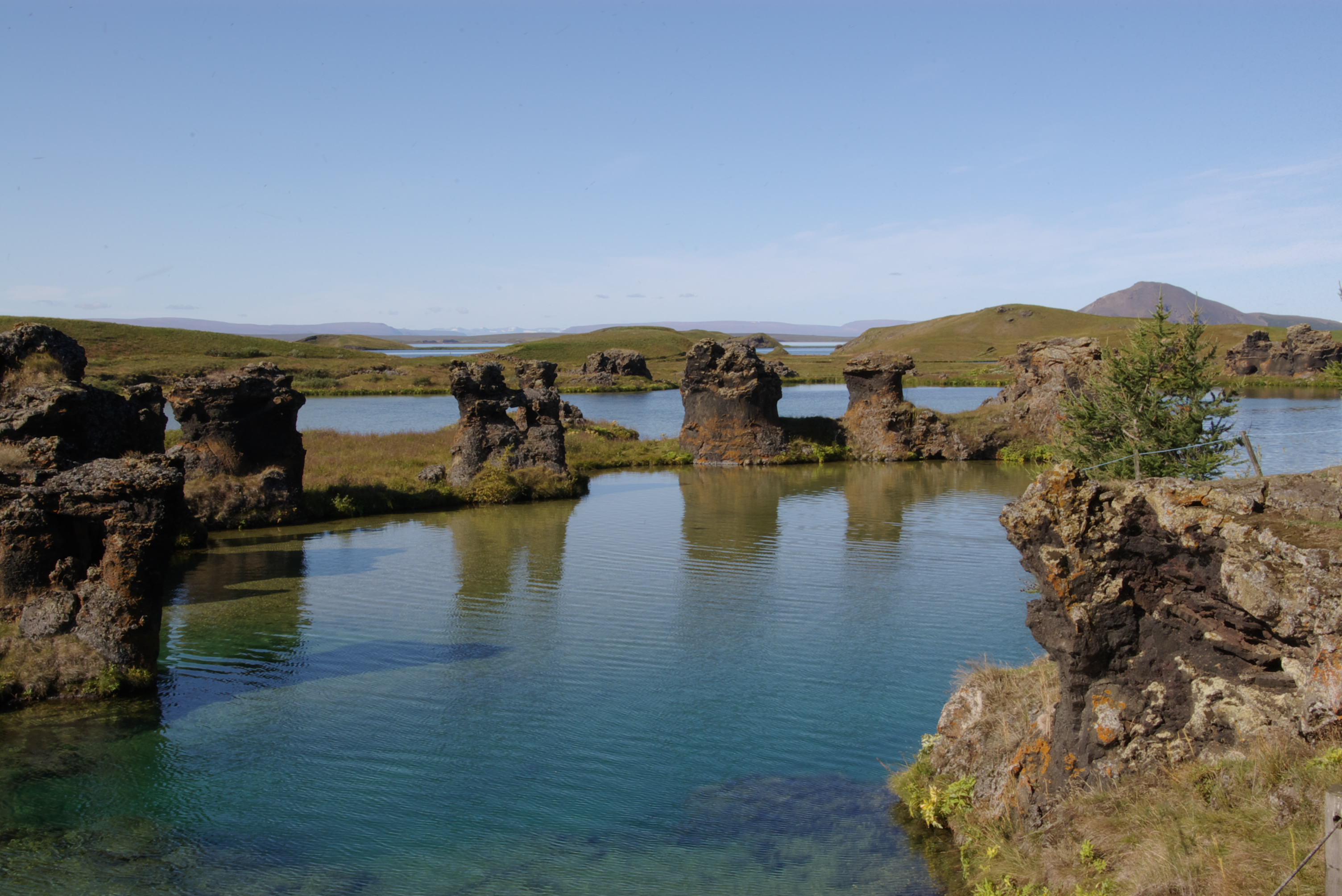
Міватн

### Льодовики
Загальна площа льодовиків Ісландії станом на 2013 рік становить 11 922 км², приблизно десята частина площі острова вкрита ними. Найбільший льодовик Ватнайокюдль з площею льодовикової шапки 8,4 тис. км² є третім найбільшим льодовиком на планеті після Антарктичного і Гренландського льодовикових щитів. Його товща сягає 1070 м. Інші льодовики країни: Лаунгйокюдль, Хофсйокюдль, Драунгайокюдль, Мірдальсйокюдль і Ейяфьядлаекюдль. Останні два вкривають активні вулкани.

Льодовики Ісландії
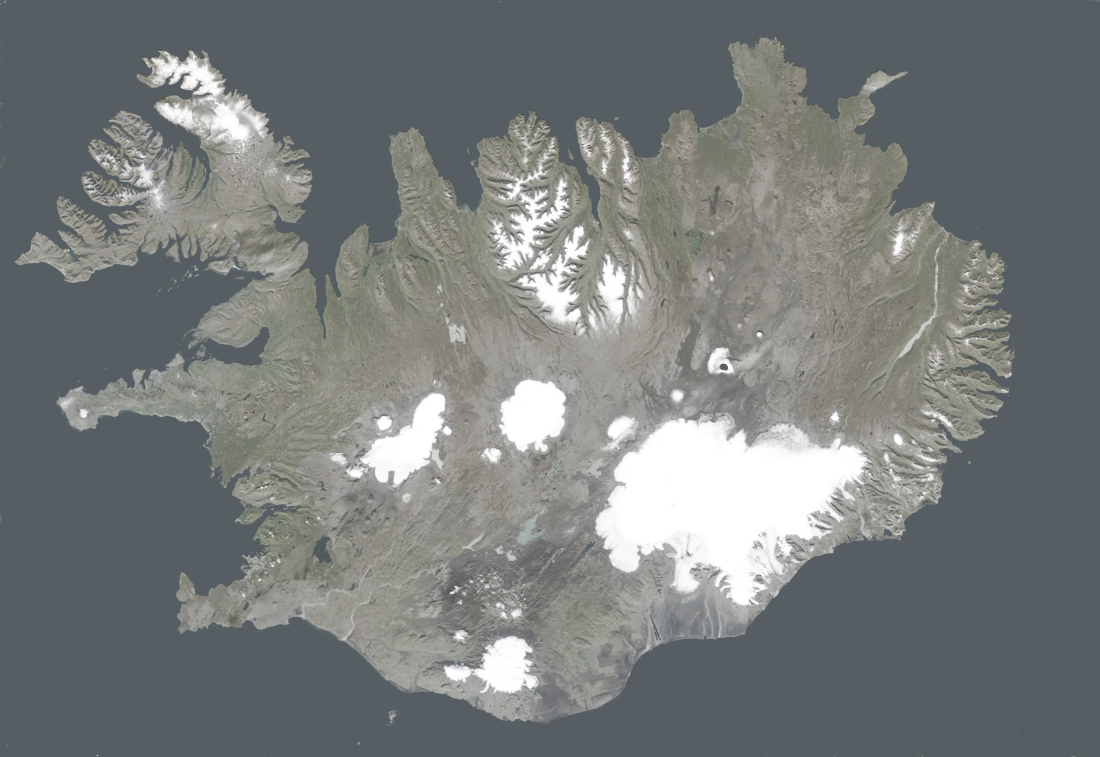
Карта льодовиків Ісландії
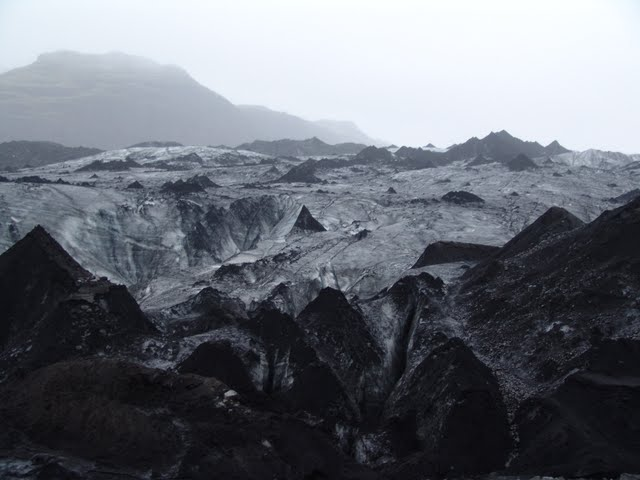
Мірдальсйокютль
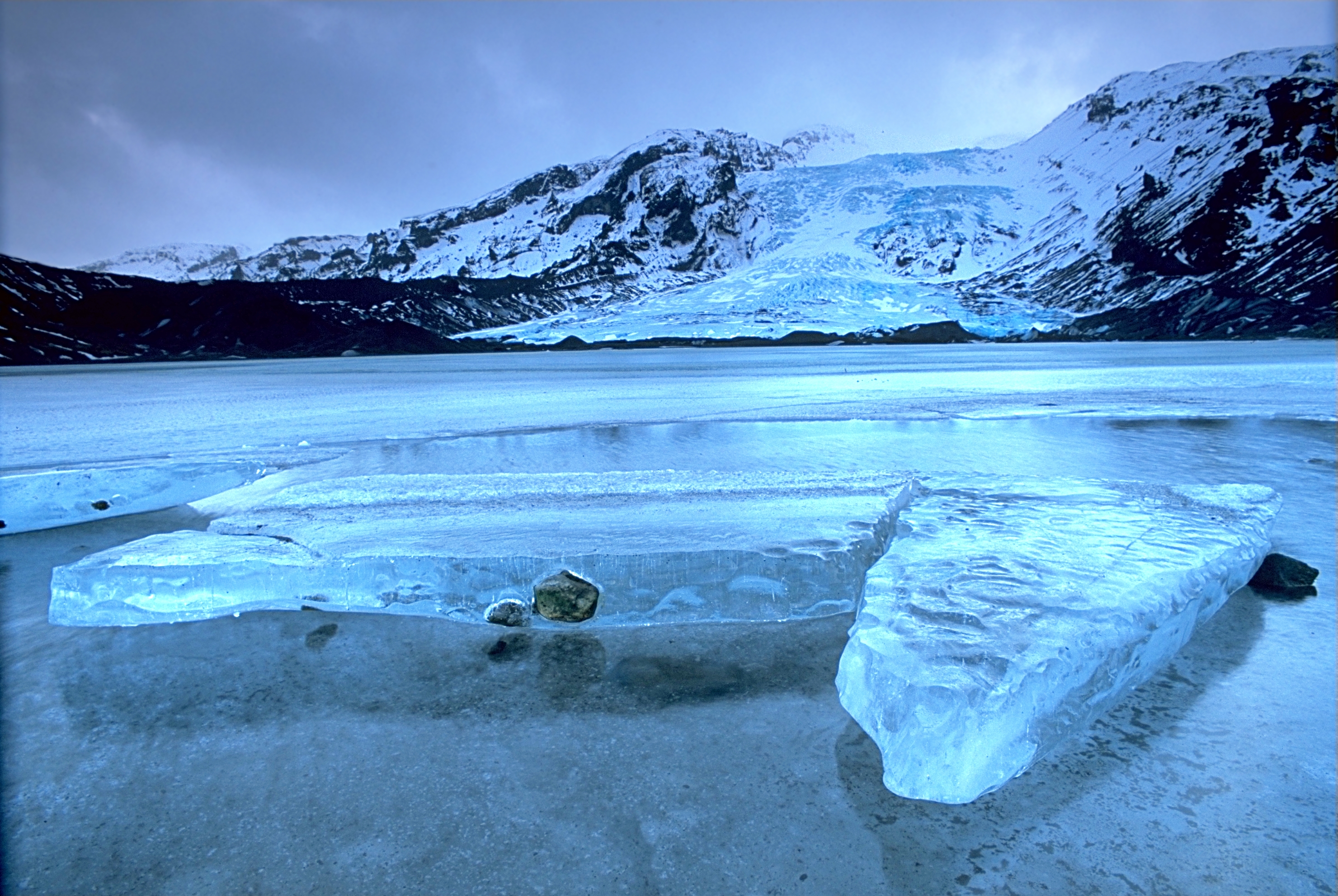
Ейяф'ятлайокютль, шостий за величиною льодовик Ісландії

## Ґрунти
Ґрунти Ісландії мінеральні, лесового типу, частково болотні, збагачені мінеральним матеріалом, похідним від вулканічного попелу, частково еолові пилуваті і піщанисті. Загалом належать до групи тундрово-глеєвих.
Вирубка лісів, погіршення клімату під час малого льодовикового періоду і надміру інтенсивний випас овець призвели до ерозії та втрати верхнього шару ґрунту. Відтак багато ферм закинуто, ¾ території країни страждають від ерозії ґрунтів, з них одна шоста вже є непридатними для використання.

## Рослинність
Фітогеографічно Ісландія належить до Арктичної провінції Циркумбореального регіону Голарктичного царства. Згідно з дослідженням Всесвітнього фонду дикої природи, територія острова належить до екорегіону ісландських бореальних лісів та альпійських лук. Лише 23 % острова вкрито рослинністю, яка в основному вкриває пасовища (550 км²), де регулярно випасають худобу, інше — тундра.
Флора острова налічує 440 видів вищих рослин. Більшість з них європейського походження, релікти льодовикової епохи. Рівнинні низовини займають болота та луки. Внутрішні райони лавових полів та зандрових рівнин не мають рослинного покриву, лише мхи та лишайники на базальтах. Велика кількість ягід: бузина, полуниці, чорниці, ангеліка.

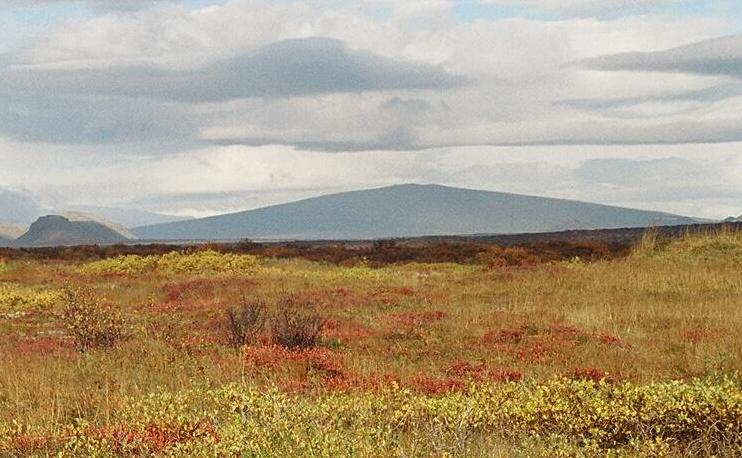
Тундрова рослинність рівнин, на небокраї силует щитового вулкана Ск'яульдбрейд
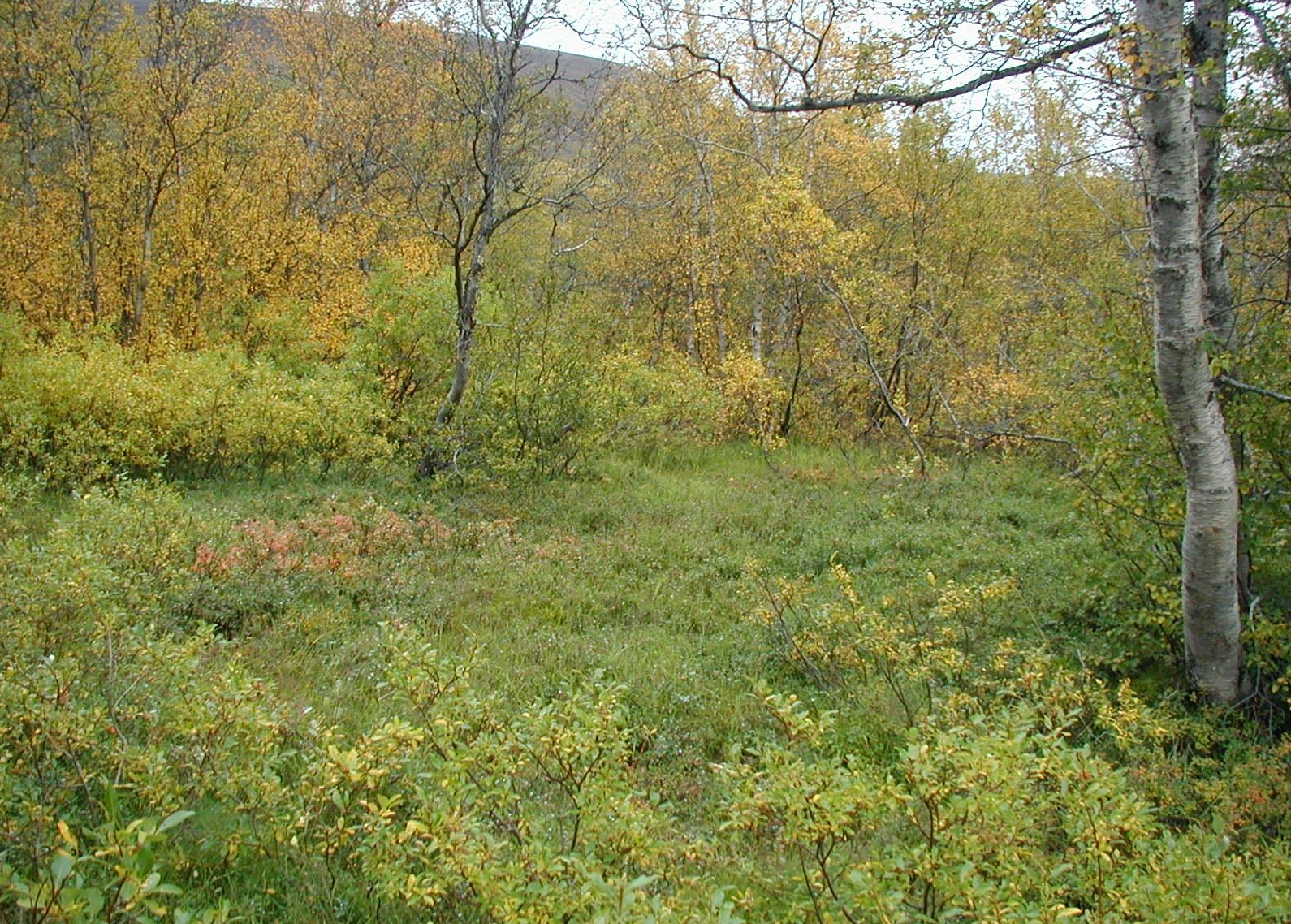
Вторинні ліси на місці зведених
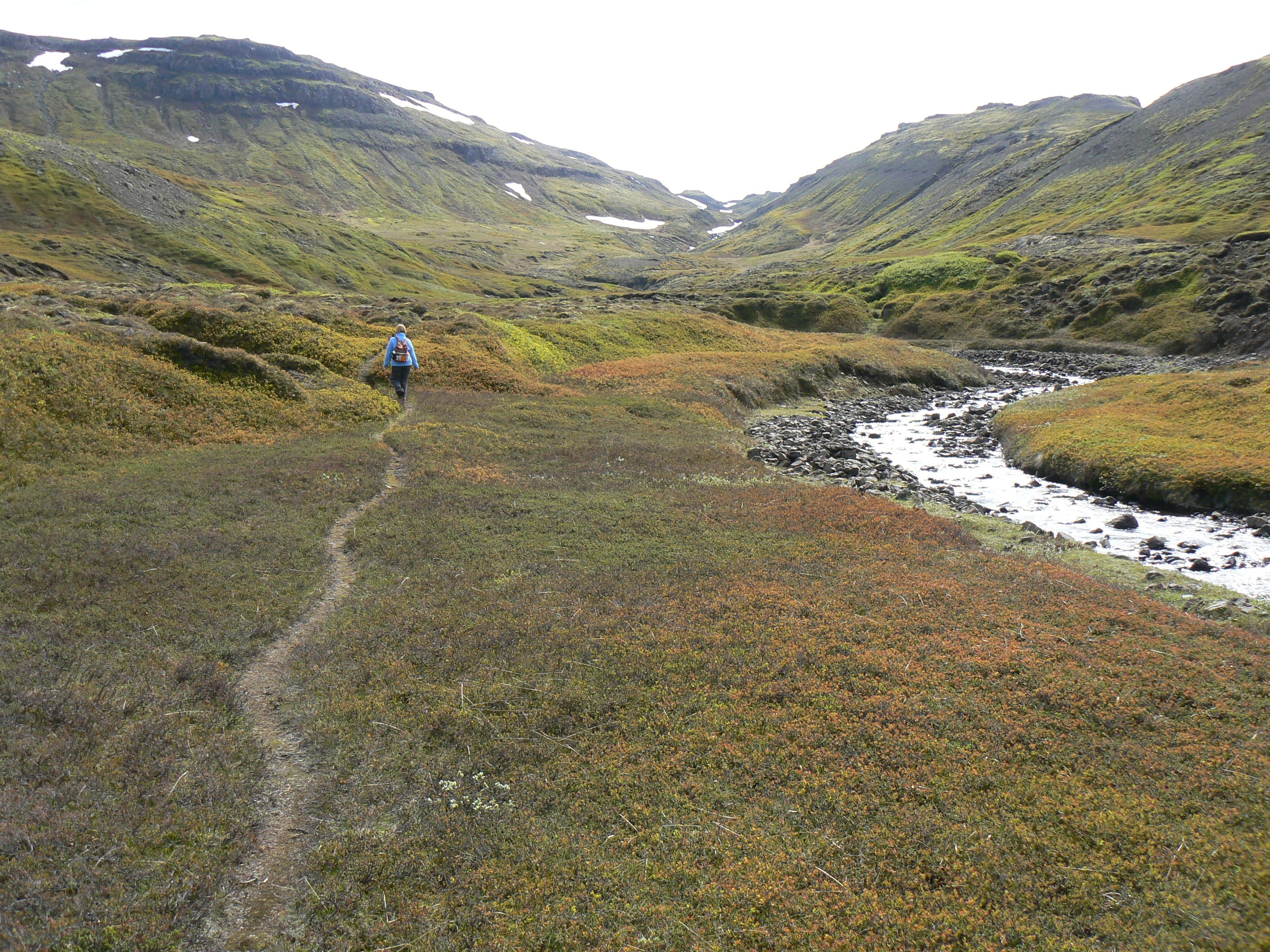
Гірська тундра та вересовники
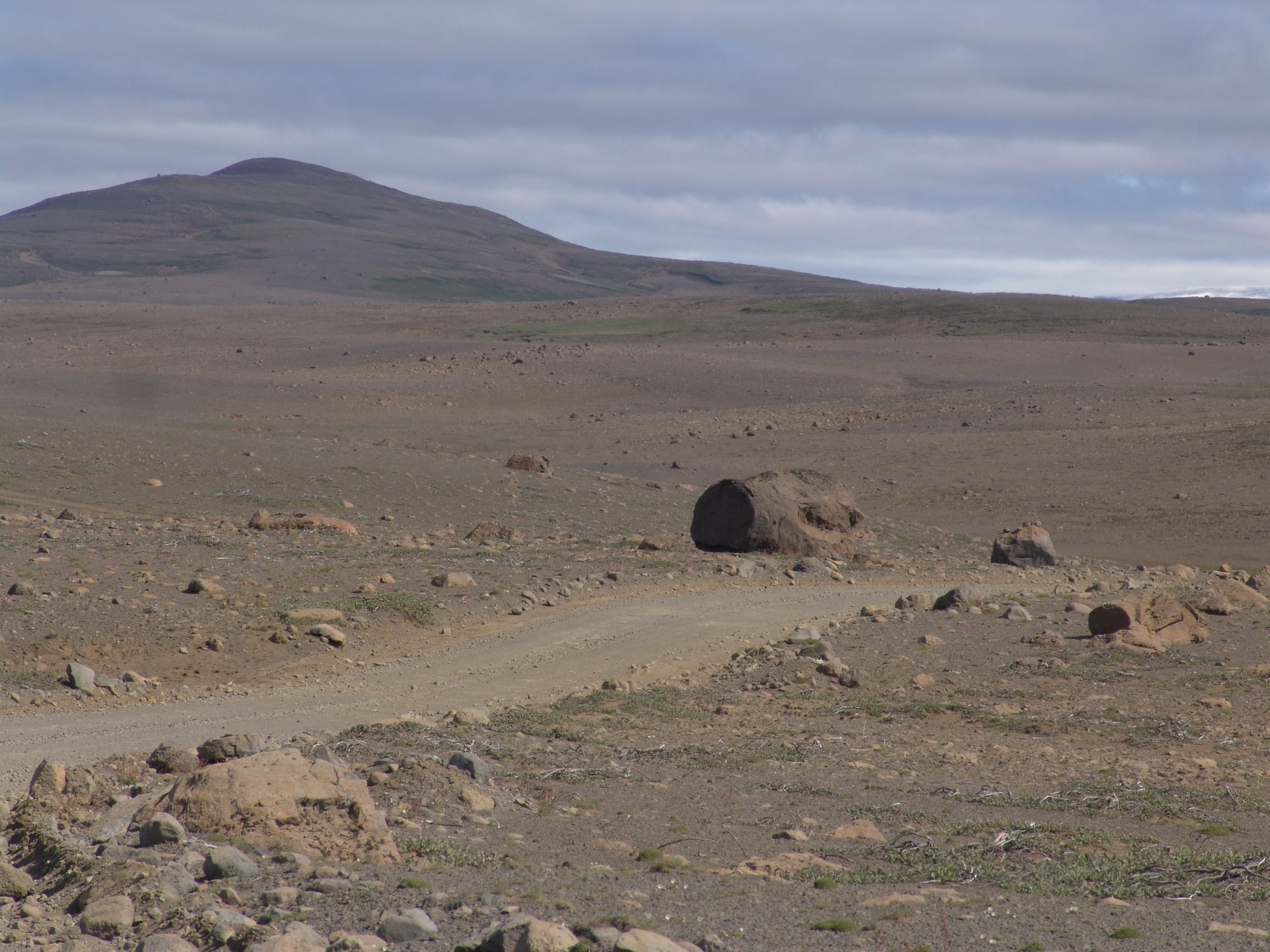
Арктична пустеля Центрального плато

Найбільш притаманним для острова деревом є береза пухнаста (Betula rubescens), яка формує значну частину лісів разом із осикою, горобиною звичайною, ялівцем звичайним, карликовою березою (Betula nana) та іншими невеличкими деревами. Вони підіймаються в гори до висоти 400–600 м. Коли почалося заселення острова, він був густо вкритий березовими лісами. Наприкінці XII століття Арі Торґілссон у «Книзі про ісландців» описує її як «заліснену від гори до моря». Постійна людська присутність зруйнувала ізольовану екосистему. Століттями ліси вирубували для використання як пального та матеріалу. Тепер залишилося лише декілька невеликих березових лісів у ізольованих резерватах на північному сході (6 % території). Посадка нових лісів, здебільшого як вітрозахисних, збільшила їхню кількість, проте не до початкових рівнів. Деякі з нових насаджень містять інтродуковані види дерев.

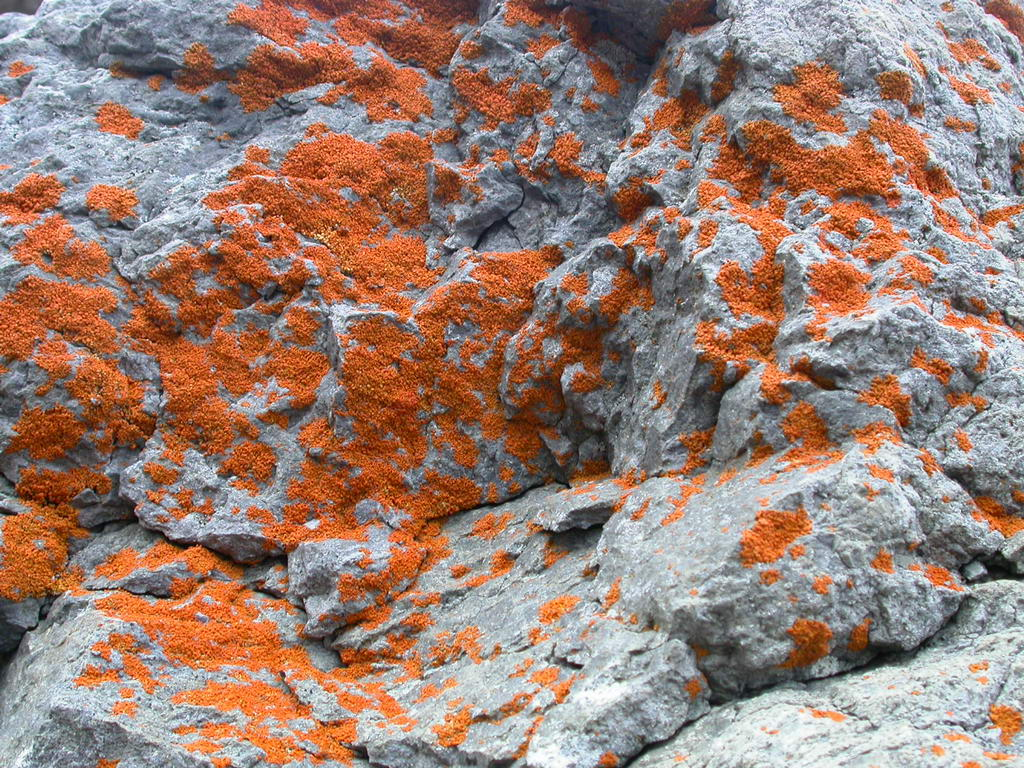
Лишайники на каміннях
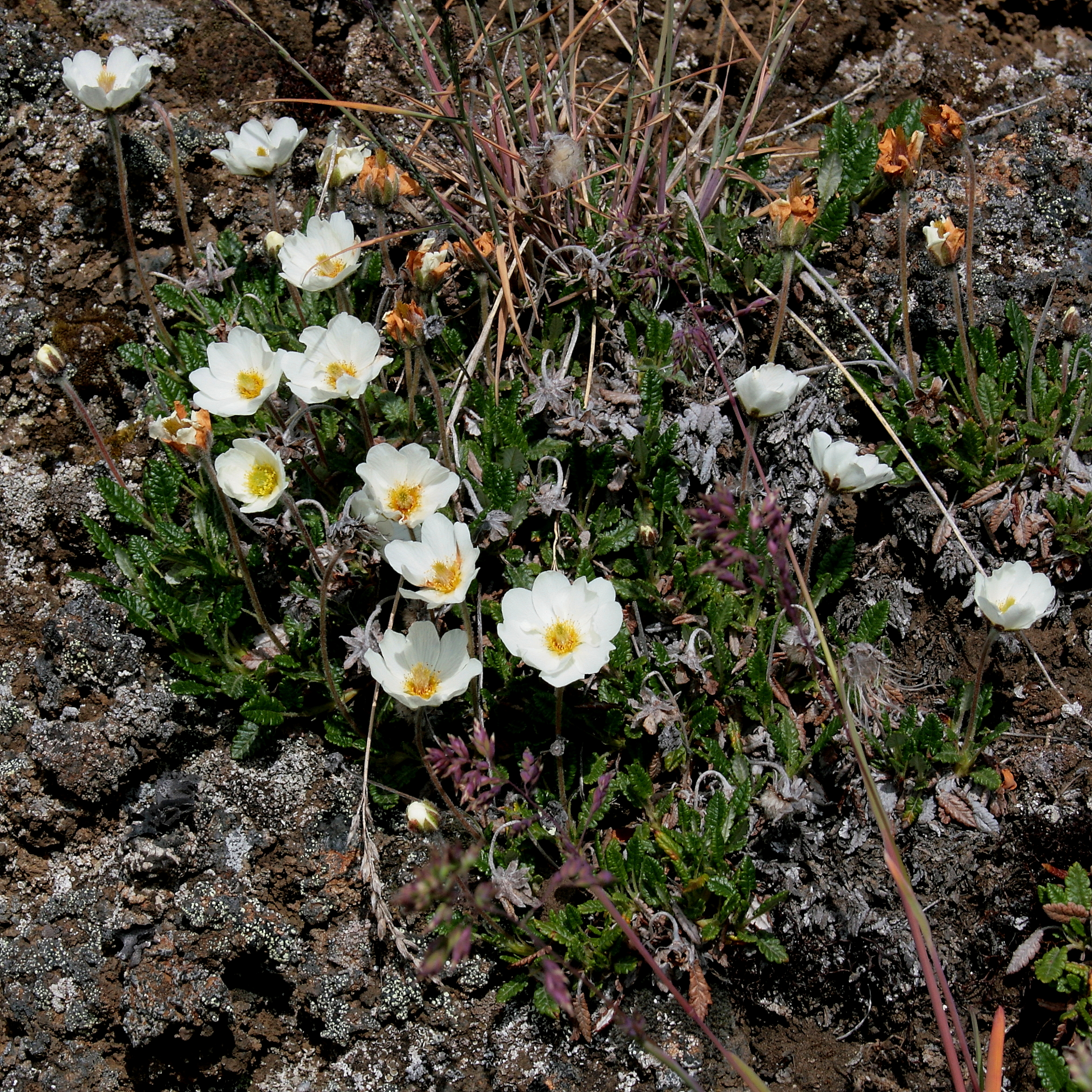
Дріада восьмипелюсткова
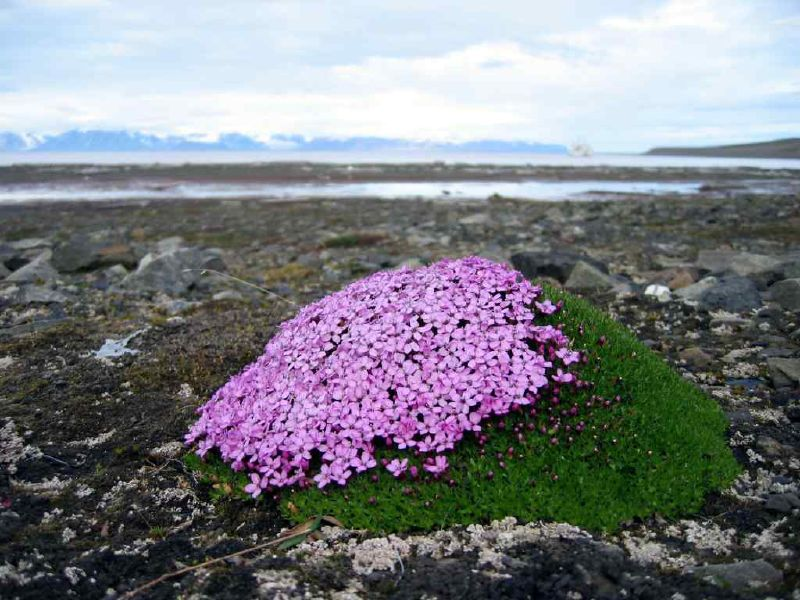
Подушка Silene acaulis
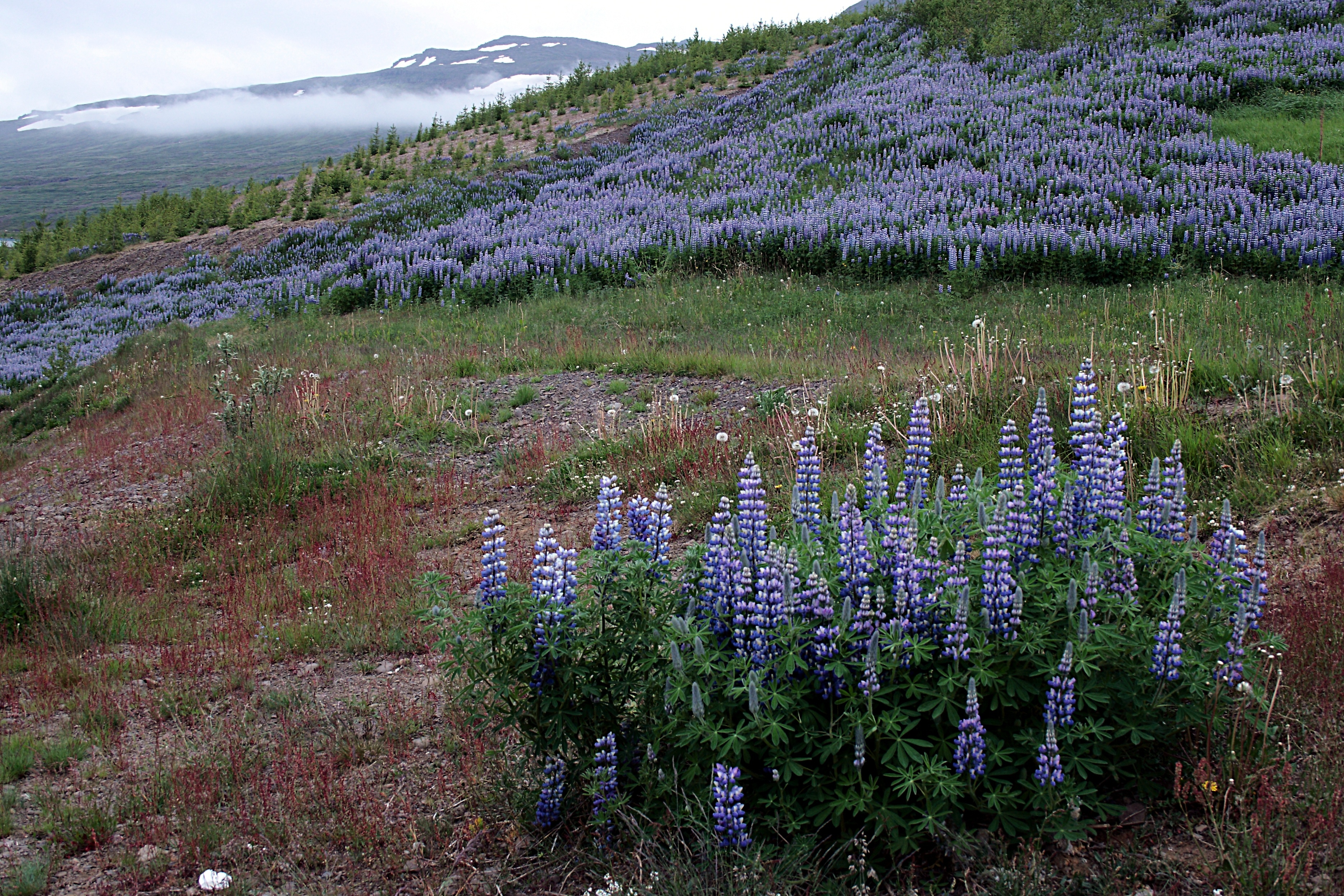
Інтродукований американський люпин

Скафтафедль між південним схилом Ватнайокюдля та морським узбережжям — типовий ландшафт останнього зледеніння. Багаті субарктичні ліси берези і горобини, що з 3 сторін оточені льодовиком, наповнені різними птахами.
Земельні ресурси Ісландії (оцінка 2011 року):
- придатні для сільськогосподарського обробітку землі — 18,7 %;
  - орні землі — 1,2 %;
  - багаторічні насадження — 0 %;
  - землі, що постійно використовуються під пасовища — 17,5 %;
- землі, зайняті лісами і чагарниками — 0,3 %;
- інше — 81 %[1].

## Тваринний світ
Зоогеографічно територія країни належить до Арктичної підобласті Голарктичної області. Коли на острів прибули перші поселенці, з великих тварин його населяв лише песець, який прийшов на острів в кінці льодовикового періоду замерзлим морем. У рідкісних випадках на острові спостерігали кажанів, занесених на острів вітрами, проте вони не спроможні розмножуватися тут. Дикі тварини острова: песці, американська норка (здичавіла у 1930 році), миші (Mus islandicus Nils), лемінги, пацюки, кролики. північні олені завезені на острів 1770 року з норвезької Лапландії, дика популяція яких мешкає північніше Ватнайокудля. До тваринного світу Ісландії належать місцеві свійські тварини: ісландська вівця, ісландська корова, ісландська курка, ісландська коза, ісландський кінь, ісландський поні та ісландська вівчарка. Ісландські корови відзначаються великими надоями молока та кліматичною витривалістю. Білі ведмеді також траплялися на острові, вони припливали на айсбергах з Гренландії, проте стабільна популяція відсутня. У червні 2008 року було помічено 2 білих ведмедів. На західному узбережжі є великі лежбища тюленів: сірого (Halichoerus grypus) і звичайного (Phoca vitulina).

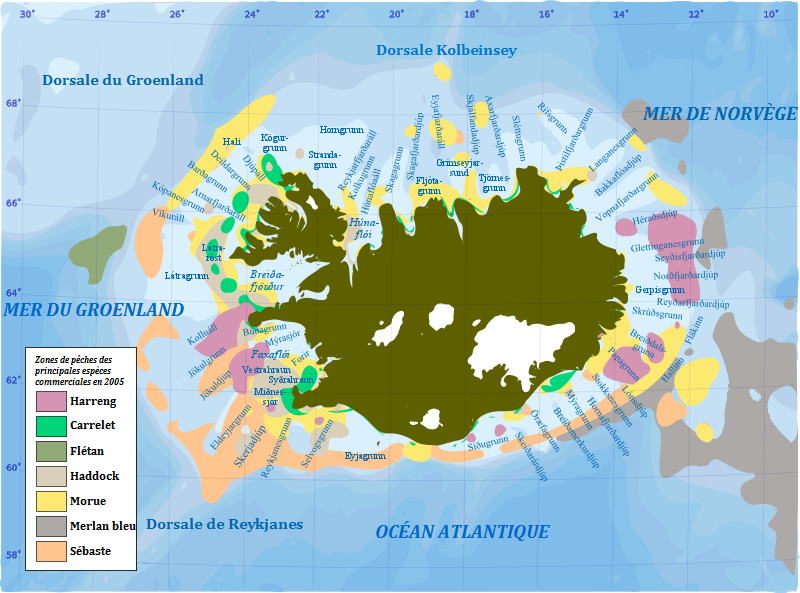
Карта вилову промислових морських риб
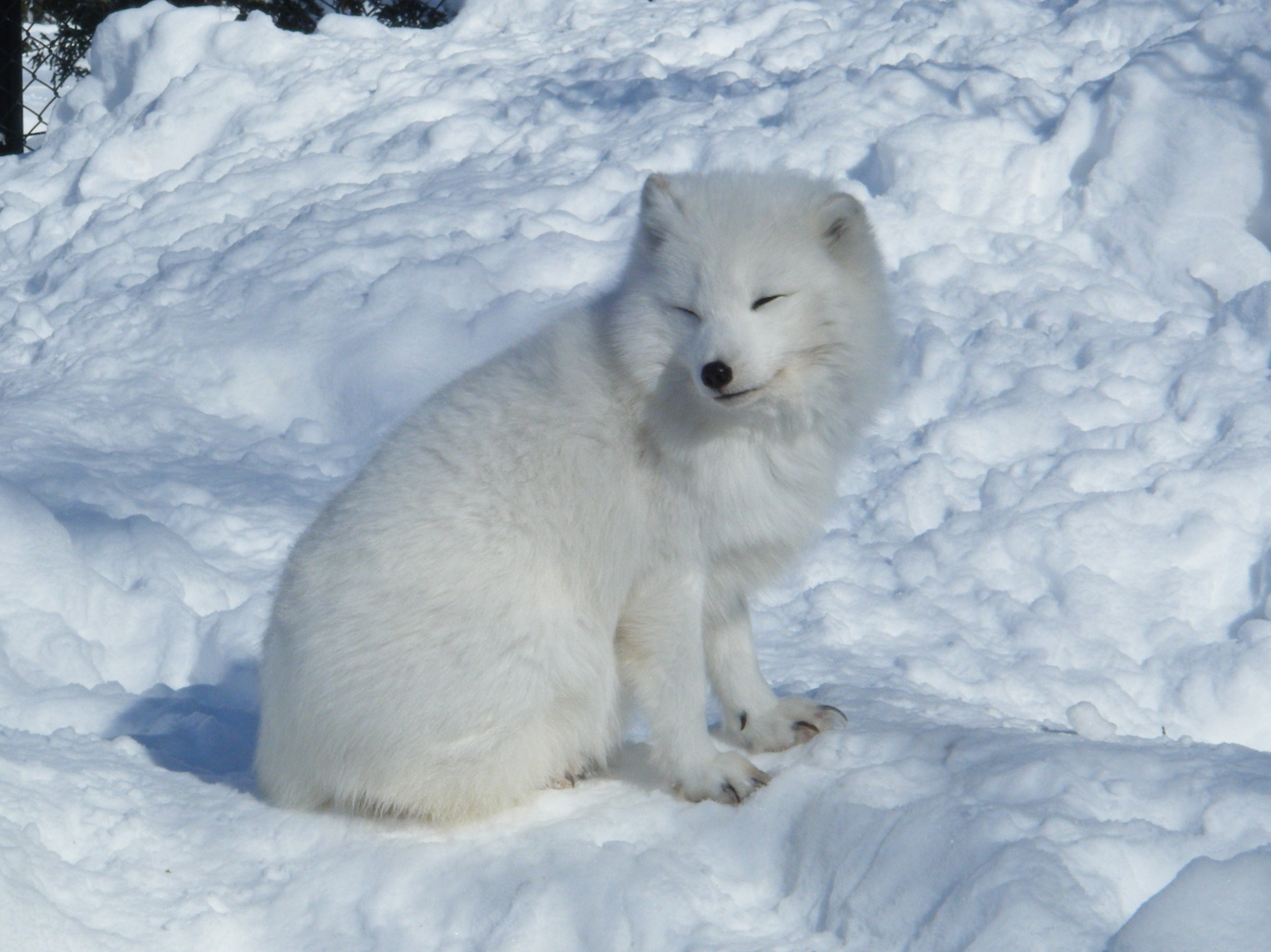
Полярний песець
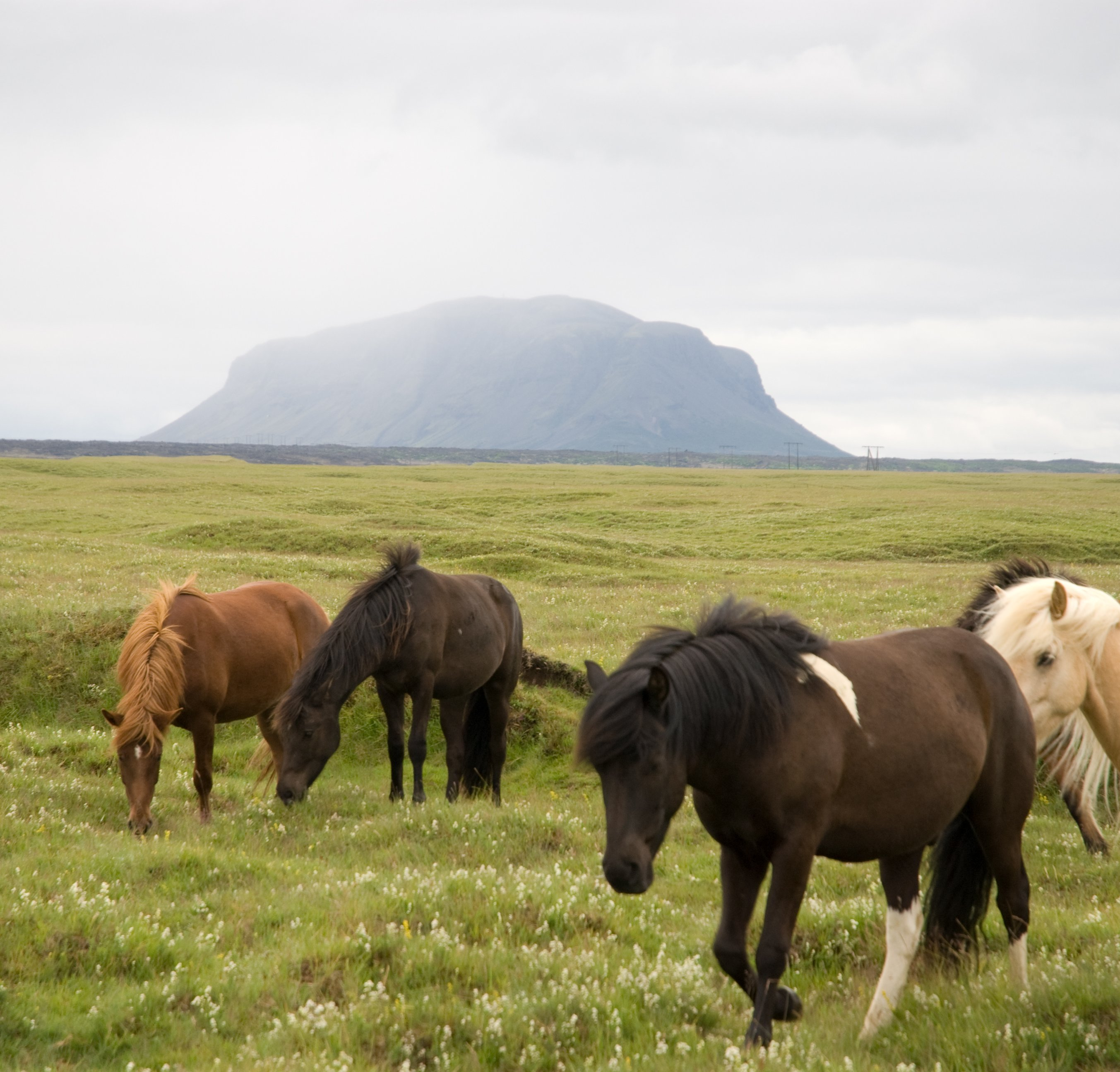
Ісландські коні
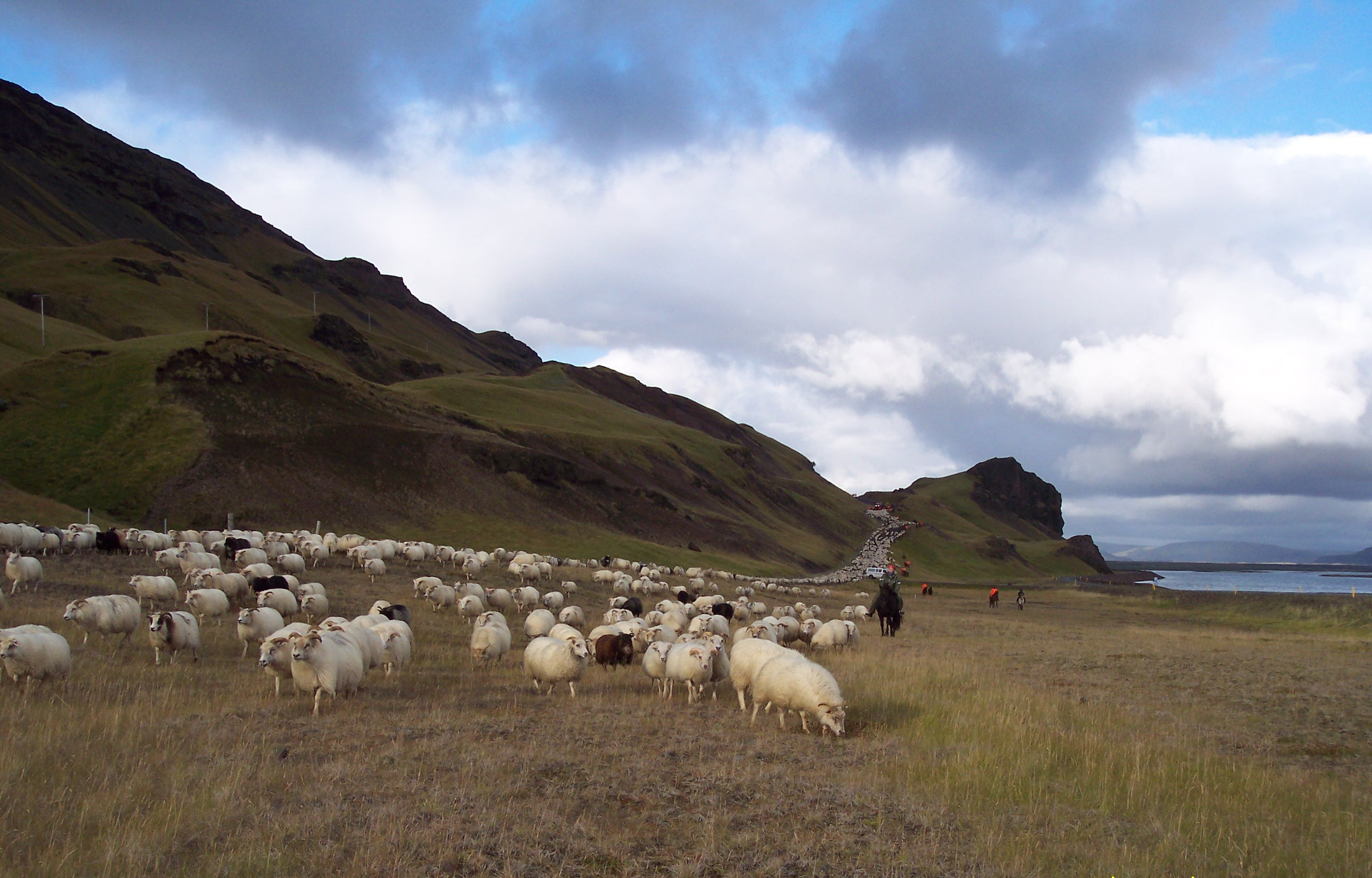
Ісландські вівці
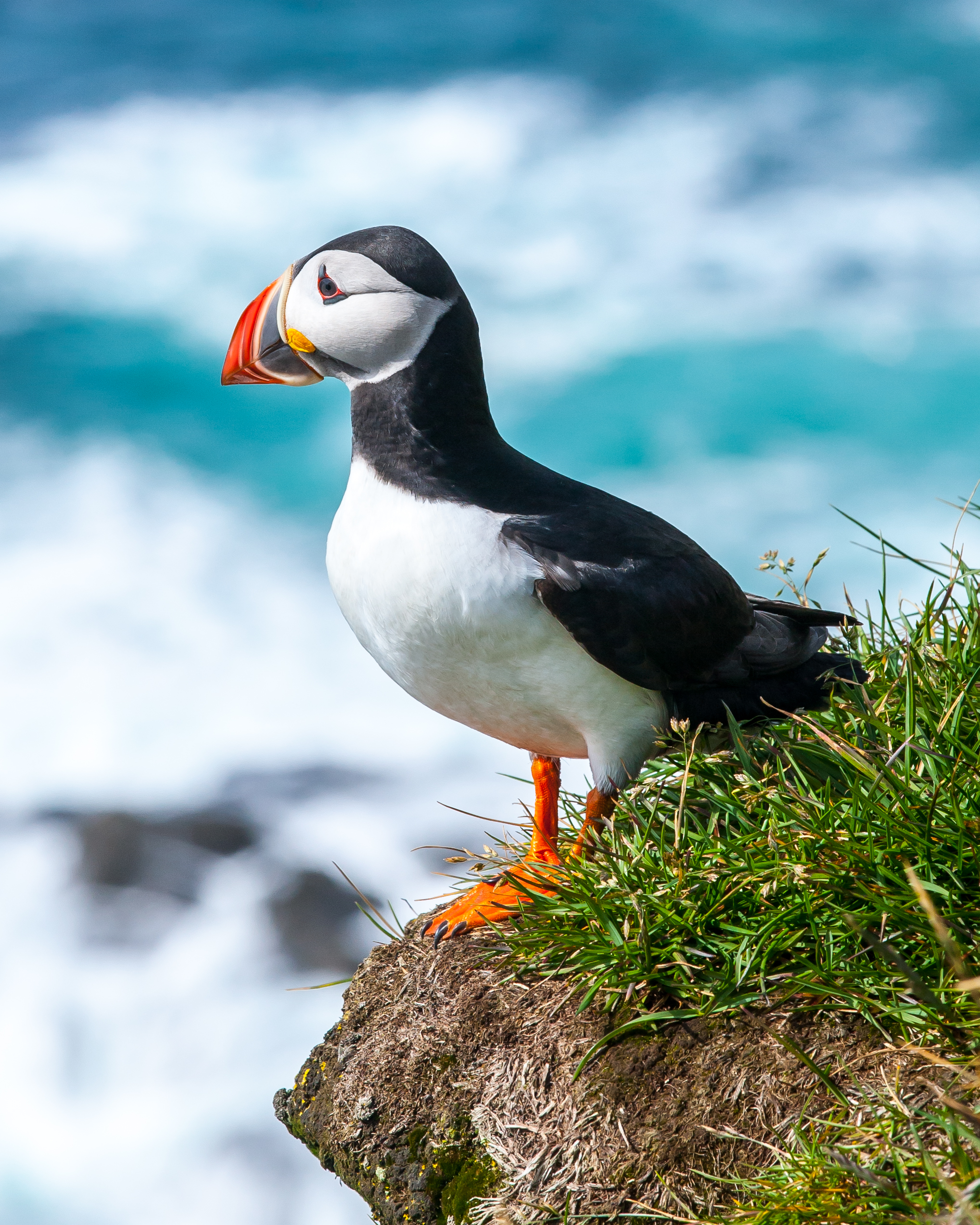
Тупик

На острові відсутні завезені рептилій та амфібій. В Ісландії відомо 1 300 видів комах, що значно менше, ніж у інших країнах. Це обумовлюється острівним положенням країни.

### Орнітофауна
Птахи, особливо морські, займають помітне місце в ісландській фауні. На острові налічується 227 видів птахів, 76 з яких гніздяться. На рівнинах болотні й водоплавні птахи, на морських скелястих узбережжях пташині базари: іпатки, поморники, кайри, гагарки та трипалі чайки. Тундрова куріпка (Lagopus muta) заселила увесь острів, її чисельність коливається з періодичністю у 10 років. Північноамериканськими видами качок острова є ісландський гоголь (Bucephala islandica), який влаштовує свої гнізда в дуплах дерев, в розщелинах базальтових скель; качка кам'янка (Histrionicus histrionicus), яка живе поблизу річок і швидкоплинних струмків.
Біля підніжжя вулкана Гофсійокудль, вкритого льодовиками, в самому центрі острова, у верхів'ї річки Теурсау розташовується справжня оаза осокових лук з білою пушицею і болотистих маршів. На землі багатокутники каміння — сліди морозобійного вивітрювання. Низькорослі верби Salix glauca, S. lanata, S. herbacea, водянка (Empetrum nigrum) на пагорбах дають притулок 31 виду птахів, 16 з яких розмножуються. Короткоклювий гуменник (до половини світової популяції у 50 тис.), лебідь-кликун (Cygnus cygnus), побережник чорногрудий (Calidris alpina), морянка (Clangula hyemalis).
На берегах північно-східного озера Міватн гніздиться до 140 тис. качок 14 видів: качка сіра (Anas strepera), широконіска (Anas clypeata), турпан (Melanitta fusca), пірникоза червоношия (Podiceps auritus).

### Іхтіофауна
Багато видів риби (близько 150) населяє мілини навколо острову. Тріска, пікша, сайда, морський окунь (сібас), креветки, оселедець складають основу вилову, а рибна промисловість становить основну частину прибутку ісландської економіки, що дає половину експортного прибутку. За річним виловом риби на душу населення Ісландія займає перше місце в світі. У другій половині XX століття Ісландія неодноразово вступала в «тріскові війни» з Великою Британією. 1972 року Ісландія розширила згідно із нормами міжнародного морського права власну виключну економічну зону до 50 морських миль, 1975 року — до 200. З м'яса гренландської акули (Somniosus microcephalus) готують національну ісландську страву хакарль. У річках та озерах острова водяться форель і лосось.
Періодично практикують китобійний промисел, разом із науковим полюванням на китів. Спостереження туристів за китами стало важливою частиною ісландської економіки від 1997 року.

## Охорона природи
В Ісландії створено 4 національні парки: Ватнайокутль, Снайфетльсйокутль, Тінґветлір (місячні вулканічні ландшафти) і Йокульсарґлювур. Існують заповідники, резервати і пам'ятки природи.

Ісландія є учасником ряду міжнародних угод з охорони навколишнього середовища:
- Конвенції про транскордонне забруднення повітря (CLRTAP);
- Конвенції про біологічне різноманіття (CBD);
- Рамкової конвенції ООН про зміну клімату (UNFCCC);
- Кіотського протоколу до Рамкової конвенції;
- Конвенції ООН про боротьбу з опустелюванням (UNCCD);
- Конвенції про міжнародну торгівлю видами дикої фауни і флори, що перебувають під загрозою зникнення (CITES);
- Базельської конвенції протидії транскордонному переміщенню небезпечних відходів;
- Конвенції з міжнародного морського права;
- Лондонської конвенції про запобігання забрудненню моря скиданням відходів;
- Монреальського протоколу з охорони озонового шару;
- Міжнародної конвенції запобігання забрудненню з суден (MARPOL);
- Рамсарської конвенції із захисту водно-болотних угідь[21];
- Міжнародної конвенції з регулювання китобійного промислу[1].

Урядом країни підписані, але не ратифіковані міжнародні угоди щодо: Конвенції про заборону військового впливу на природне середовище (ENMOD),
- Конвенції з охорони морських живих ресурсів[1].

## Стихійні лиха та екологічні проблеми
На території країни спостерігаються небезпечні природні явища і стихійні лиха:
- землетруси;
- вулканічна активність, острів лежить в зоні трансатлантичного спредінгу, найбільш активні вулкани Гекла і Грімсвотен, виверження великих мас попелу вулканом Ейяфьятлайокудль (1667 м) 2010 року спричинило колапс авіаперевезень в Європі, потенційне виверження вулкана Катла (1512 м)[1].

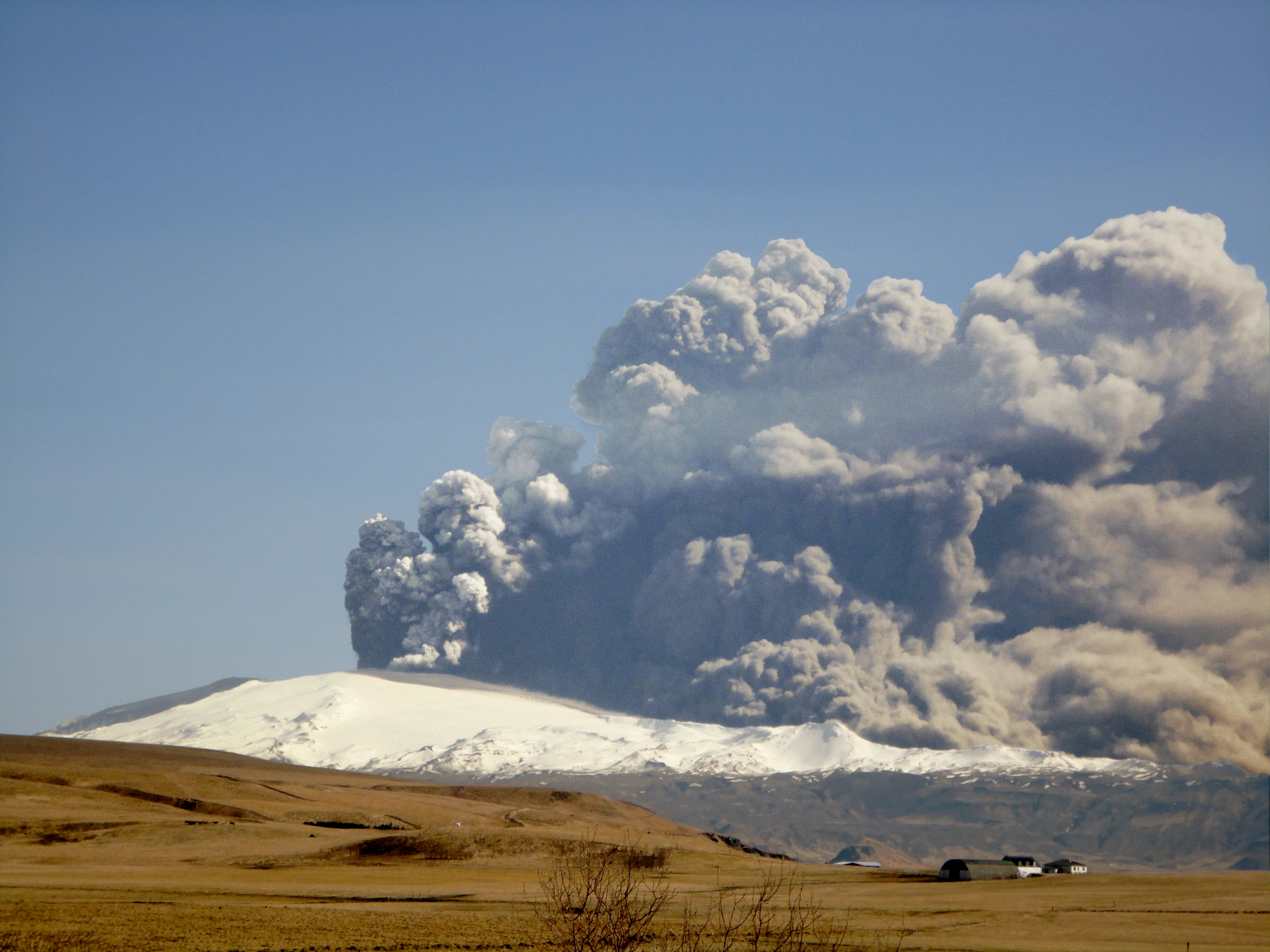
Виверження вулкана Ейяф'ятлайокютль 2010 року

Серед екологічних проблем варто відзначити:
- забруднення вод мінеральними добривами;
- недостатній рівень очистки побутових стоків.

## Фізико-географічне районування
У фізико-географічному відношенні територію Ісландії можна розділити на _ райони, що відрізняються один від одного рельєфом, кліматом, рослинним покривом: .

### Українською
- Атлас світу / голов. ред. І. С. Руденко ; зав. ред. В. В. Радченко ; відп. ред. О. В. Вакуленко. — К. : ДНВП «Картографія», 2005. — 336 с. — ISBN 9666315467.
- Атлас. 7 клас. Географія материків і океанів / Укладачі О. Я. Скуратович, Н. І. Чанцева. — К. : ДНВП «Картографія», 2014.
- Бєлозоров С. Т. Географія материків. — К. : Вища школа, 1971. — 371 с.
- Барановська О. В. Фізична географія материків і океанів : навч. посіб. для студентів ВНЗ : [у 2 ч.]. — Н. : Ніжинський державний університет ім. Миколи Гоголя, 2013. — 306 с. — ISBN 978-617-527-106-3.
- Ісландія // Гірничий енциклопедичний словник : [у 3-х тт.] / за ред. В. С. Білецького. — Д. : Східний видавничий дім, 2004. — Т. 3. — 752 с. — ISBN 966-7804-78-X.
- Дубович І. А. Країнознавчий словник-довідник. — 5-те вид., перероб. і доп. — К. : Знання, 2008. — 839 с. — ISBN 978-966-346-330-8.
- Фізична географія материків та океанів : підруч. для студ. вищ. навч. закл. : у 2 т / за ред. П. Г. Шищенка. — К. : Видавництво Київського нац. ун-т ім. Т. Шевченка, 2010. — Т. 2. : Європа. — 464 с. — ISBN 978-966-439-273-7.
- Панасенко Б. Д. Фізична географія материків : навч. посіб. : в 2 ч. — В. : ЕкоБізнесЦентр, 1999. — 200 с.
- Юрківський В. М. Регіональна економічна і соціальна географія. Зарубіжні країни: Підручник. — 2-ге. — К. : Либідь, 2001. — 416 с. — ISBN 966-06-0092-5.

### Англійською
- (англ.) Graham Bateman. The Encyclopedia of World Geography. — Andromeda, 2002. — 288 с. — ISBN 1871869587.

### Російською
- (рос.) Авакян А. Б., Салтанкин В. П., Шарапов В. А. Водохранилища. — М. : Мысль, 1987. — 326 с. — (Природа мира)
- (рос.) Алисов Б. П., Берлин И. А., Михель В. М. Курс климатологии [в 3-х тт.] / под. ред. Е. С. Рубинштейна. — Л. : Гидрометиздат, 1954. — Т. 3. Климаты земного шара. — 320 с.
- (рос.) Апродов В. А. Вулканы. — М. : Мысль, 1982. — 368 с. — (Природа мира)
- (рос.) Апродов В. А. Зоны землетрясений. — М. : Мысль, 2010. — 462 с. — (Природа мира) — ISBN 978-5-244-01122-7.
- (рос.) Букштынов А. Д., Грошев Б. И., Крылов Г. В. Леса. — М. : Мысль, 1981. — 316 с. — (Природа мира)
- (рос.) Власова Т. В. Физическая география материков. С прилегающими частями океанов. Евразия, Северная Америка. — 4-е, перераб. — М. : Просвещение, 1986. — 417 с.
- (рос.) Гвоздецкий Н. А. Карст. — М. : Мысль, 1981. — 214 с. — (Природа мира)
- (рос.) Гвоздецкий Н. А., Голубчиков Ю. Н. Горы. — М. : Мысль, 1987. — 400 с. — (Природа мира)
- (рос.) Геншафт Ю. С., Салтыковский А. Я. Исландия: Глубинное строение, эволюция и интрузивный магматизм. — М. : ГЕОС. — 363 с. — ISBN 5-89118-098-7.
- (рос.) Добрынин Б. Ф. Физическая география Западной Европы. — М. : Учпедгиз, 1948. — 415 с.
- (рос.) Долгушин Л. Д., Осипова Г. Б. Ледники. — М. : Мысль, 1989. — 448 с. — (Природа мира) — ISBN 5-244-00315-1.
- (рос.) Географический энциклопедический словарь: географические названия / под. ред. А. Ф. Трёшникова. — 2-е изд., доп. — М. : Советская энциклопедия, 1989. — 585 с. — ISBN 5-85270-057-6.
- (рос.) Исаченко А. Г., Шляпников А. А. Ландшафты. — М. : Мысль, 1989. — 504 с. — (Природа мира) — ISBN 5-244-00177-9.
- (рос.) Каплин П. А., Леонтьев О. К., Лукьянова С. А., Никифоров Л. Г. Берега. — М. : Мысль, 1991. — 480 с. — (Природа мира) — ISBN 5-244-00449-2.
- (рос.) Карри-Линдал К. Европа. — М. : Прогресс, 1981. — 334 с. — (Континенты, на которых мы живем)
- (рос.) Словарь современных географических названий / под общей редакцией акад. В. М. Котлякова. — Екатеринбург : У-Фактория, 2006.
- (рос.) Литвин В. М., Лымарев В. И. Острова. — М. : Мысль, 2010. — 288 с. — (Природа мира) — ISBN 978-5-244-01129-6.
- (рос.) Лобова Е. В., Хабаров А. В. Почвы. — М. : Мысль, 1983. — 304 с. — (Природа мира)
- (рос.) Максаковский В. П. Географическая картина мира. Книга I: Общая характеристика мира. — М. : Дрофа, 2008. — 495 с. — ISBN 978-5-358-05275-8.
- (рос.) Максаковский В. П. Географическая картина мира. Книга II: Региональная характеристика мира. — М. : Дрофа, 2009. — 480 с. — ISBN 978-5-358-06280-1.
- (рос.) Исландия // Поспелов Е. М. Топонимический словарь. — М. : АСТ, 2005. — 229 с. — ISBN 5-17-016407-6.
- (рос.) Серебряный Л. Р. Исландия // Страны и народы. Зарубежная Европа. Общий обзор. Северная Европа / Редкол. : В. П. Максаковский, С. А. Токарев (отв. ред.) и др. — М. : «Мысль», 1981. — 269 с. — (Страны и народы) — 180 тис. прим.
- (рос.) Серебрянный Л. Р. Исландия: страна — люди — хозяйство. — М. : Мысль, 1974. — 248 с.
- (рос.) География / под ред. проф. А. П. Горкина. — М. : Росмэн-Пресс, 2006. — 624 с. — (Современная иллюстрированная энциклопедия) — ISBN 5-353-02443-5.
- (рос.) Физико-географический атлас мира. — М. : Академия наук СССР и Главное управление геодезии и картографии ГУГК СССР, 1964. — 298 с.
- (рос.) Энциклопедия стран мира / глав. ред. Н. А. Симония. — М. : НПО «Экономика» РАН, отделение общественных наук, 2004. — 1319 с. — ISBN 5-282-02318-0.